# うたわれるもの
『うたわれるもの』は、2002年4月26日に Leaf（アクアプラス）より発売されたアダルトゲーム。本ページでは、このゲームの一般向け移植作品他、本作を原作とする漫画およびドラマCD、アニメ作品についても解説する。

## 概要
本作品は主人公「ハクオロ」の視点による一人称形式で書かれており、ゲームの流れとしてはアドベンチャーゲーム部とシミュレーションRPG部を交互に繰り返す形である。シミュレーションRPG部の難易度は標準と高難度（PSP版のみ）から選ぶことが出来、PCのDVD版ではさらに難易度を大幅に変更することができる。登場人物達は獣のような耳・尻尾・翼・能力などを持つ。開発スタッフによれば、アイヌ文化をモチーフにしたとされる。
当初はCD-ROM版が発売され、後にDVD-ROM版も発売された。定価はどちらも税抜き8,800円で声優の音声はない。2006年10月には後述のアニメ版声優を起用した、PlayStation 2版『うたわれるもの 散りゆく者への子守唄』（戦闘パートは『サモンナイト』シリーズのフライト・プランが担当）が発売された。
PS2版は約2か月で10万本以上を売り上げ、大手通販amazon.co.jpの2006年ゲーム総合部門売り上げランキングではファイナルファンタジーなど人気シリーズタイトルにつぎ、異例の第4位を記録した。
2006年4月から、朝日放送（ABCテレビ）を幹事局に、UHFアニメの形態でテレビアニメ版が放送された。また、本作品は『夢使い』と共に初めてABCテレビで放送されたUHFアニメでもある。テレビアニメ放送中に開始され、当初はすぐに放送終了を予定していたインターネットラジオ『うたわれるものらじお』が関係者ですら予想外だったと語るほどの人気番組となり、さまざまな波及効果が見られたことも話題となった。
2007年12月2日にパシフィコ横浜にて開催されたイベント『アクアプラスフェスタ2007』にて、OVAの制作が決定との発表が行われた。
2008年11月29日に東京厚生年金会館にて開催された『アクアプラスフェスタ2008』で、PSPに移植されることが発表された。
2018年1月29日に、セガゲームスが『うたわれるもの 散りゆく者への子守唄』のHDリメイク版を、繁体中文版とハングル版に翻訳してアジア地域で発売することを発表した。アジア地域ではPS4版のみの発売となり、PS Vita版は発売されない。
2018年4月26日にはPlayStation 4とPlayStation Vita向けに、HDリメイク版が日本で発売された。
2019年10月18日には『うたわれるもの ロストフラグ』公開記念として、シミュレーションパートはカットされているが、アドベンチャーパート全編を体験することができる『スマホで読むうたわれるもの』がシリーズ3作品同時にAndroid版、iOS版でそれぞれ無料公開された。

## 続編
アクアプラスの公式ホームページにて『うたわれるもの2（仮）』の制作が進められていることが発表された。
- 甘露樹が原画とディレクションを担当。
- 世界は同一であるが物語の継続ではない、しかし前作との関係はゲームの中で明らかとなる。
- 本作でも主人公は記憶喪失の状態から始まり、種族は人間である。ヒロインは獣耳の亜人間。
- シミュレーションRPGとしての難易度は高くはなく、ストーリー重視の展開となる[11]。

その後、『うたわれるもの 偽りの仮面』として、2015年9月24日に発売予定と公表された。プラットフォームはPS4・PS3・PS Vita。10月からはアニメも放送開始。
さらに完結編となる『うたわれるもの 二人の白皇』も制作された。
その後、外伝作品となる『うたわれるもの ロストフラグ』がサービス開始、『偽りの仮面』『二人の白皇』のスピンオフとなる『モノクロームメビウス 刻ノ代贖』が発売、『偽りの仮面』のスピンオフとなる『義賊探偵ノスリ』が発売、『モノクロームメビウス』の続編となる『うたわれるもの 白への道標』が発売予定。
シリーズ間の時系列は以下の通り。
1. うたわれるもの 散りゆく者への子守歌
2. モノクロームメビウス 刻ノ代贖
3. うたわれるもの 白への道標
4. うたわれるもの 偽りの仮面 = うたわれるもの斬
5. うたわれるもの 二人の白皇 = うたわれるもの斬2

『義賊探偵ノスリ』は『偽りの仮面』の途中（メインメンバーが全員揃ってから、ヤマトによるトゥスクル侵攻前の間）、『うたわれるもの ロストフラグ』はこれらの時系列に含まれない外伝作品となる。

## 歴史
- 2002年4月26日 - Windows（PC、CD-ROM）版発売（18禁）
- 2003年12月12日 - Windows（PC、DVD-ROM）版発売（18禁）
- 2005年9月30日 - 漫画版連載開始（「電撃G's magazine」11月号）
- 2006年4月3日 - TVアニメ版『うたわれるもの』放送開始
- 2006年4月26日 - TVアニメ版『うたわれるもの』OP主題歌『夢想歌』（Maxi）発売
- 2006年6月7日 - TVアニメ版『うたわれるもの』ED主題歌『まどろみの輪廻』（Maxi）発売
- 2006年7月26日 - ドラマCD Vol.1『トゥスクルの皇后』発売
- 2006年8月23日 - DVDおよびDVD-BOX発売開始（DVDは毎月、DVD-BOXは隔月）
- 2006年10月25日 - TVアニメ版『うたわれるもの』音楽集（オリジナルサウンドトラック）発売
- 2006年10月26日 - PlayStation 2 (PS2) 版『うたわれるもの 散りゆく者への子守唄』発売
- 2006年11月13日 - PS2版『うたわれるもの 散りゆく者への子守唄』公式ガイドブック（ファミ通 著）発売
- 2006年11月22日 - PS2版『うたわれるもの 散りゆく者への子守唄』オリジナルサウンドトラック 発売
- 2006年12月6日 - ドラマCD Vol.2『トゥスクルの内乱』発売
- 2006年12月21日 - ラジオCD『うたわれるものらじお』Vol.1 発売
- 2007年2月21日 - ドラマCD Vol.3『トゥスクルの財宝』発売
- 2007年3月23日 - アプリケーション集『うたわれるもの デスクトップキャラクターズ』発売
- 2007年4月25日 - ラジオCD『うたわれるものらじお』Vol.2 発売
- 2007年5月23日 - ドラマCD 番外編『~魁!!うたわれ学園~』 - ラジオCD『うたわれるものらじお』Vol.3 発売
- 2007年8月22日 - ラジオCD『うたわれるものらじお』Vol.4 発売
- 2007年9月26日 - アクアプラス 日めくりCD『うたわれるもの』編（10~12月）発売
- 2007年10月27日 - 散りゆく者への子守唄、漫画版連載開始（「電撃「マ）王」12月号）
- 2008年1月23日 - Blu-ray Disc BOX 発売
- 2009年5月28日 - PSP版『うたわれるもの PORTABLE』発売
- 2009年6月24日 - 『OVA うたわれるもの』第1巻 発売
- 2009年12月23日 - 『OVA うたわれるもの』第2巻 - ラジオCD『エルルゥの小部屋 IN うたわれるもの』第1巻 発売
- 2010年3月25日 - ラジオCD『エルルゥの小部屋 IN うたわれるもの』第2巻 発売
- 2010年6月23日 - 『OVA うたわれるもの』第3巻 発売
- 2010年8月25日 - ラジオCD『エルルゥの小部屋 IN うたわれるもの』第3巻 発売
- 2011年10月27日 - PSP版『うたわれるもの PORTABLE』AQUAPRICE2800（廉価版）発売
- 2012年8月30日 - PS3版『AQUAPAZZA -AQUAPLUS DREAM MATCH-』発売（一部のキャラクターが参戦）
- 2013年10月31日 - PS3『ティアーズ・トゥ・ティアラII 覇王の末裔』発売（特典キャラクターとしてアルルゥが参戦）
- 2014年6月26日 - PSP版『うたわれるもの PORTABLE』AQUAPRICE2800（廉価版）PlayStation Storeにてダウンロード版の配信開始
- 2015年5月20日 - PlayStation 2 (PS2) 版『うたわれるもの 散りゆく者への子守唄』がPS2アーカイブスにて配信開始。
- 2015年9月24日 - 『うたわれるもの 偽りの仮面』(PS4/PS3/PS Vita)発売。
- 2015年10月4日 - TVアニメ版『うたわれるもの 偽りの仮面』放送開始
- 2016年9月21日 - 『うたわれるもの 二人の白皇』(PS4/PS3/PS Vita)発売。
- 2018年4月26日 - HDリメイク版の初代『うたわれるもの 散りゆく者への子守唄』(PS4/PS Vita)発売。
- 2018年9月28日 - 3Dアクションゲーム『うたわれるもの斬』（PS4）発売。
- 2019年11月26日 - スマートフォン向けアプリ『うたわれるもの ロストフラグ』のサービスを開始[14]。
- 2020年12月10日 - ボードゲーム『ドカポンUP! 夢幻のルーレット』（PS4/Switch）発売。[15][16]
- 2021年7月22日 - 3Dアクションゲーム『うたわれるもの斬2』（PS5/PS4）発売
- 2022年7月3日 - TVアニメ版『うたわれるもの 二人の白皇』放送開始
- 2022年11月17日 - RPG『モノクロームメビウス 刻ノ代贖』（PS5/PS4/Steam）発売[17]
- 2022年12月22日 - アドベンチャー『義賊探偵ノスリ』（PS4/Switch）発売
- 2025年1月30日 - 『うたわれるもの トリロジーセット』（Switch）発売予定
- 2025年秋 - 『うたわれるもの 白への道標』発売予定

## コンシューマー版追加要素
PS2版
- 登場人物のフルボイス化（ハクオロのみ、音声ON、OFFの切り替えが可能）
- PS2移植に伴い、18禁シナリオ・CGの削除、および新シナリオ（カムチャタール編）と新CGの追加
- 新キャラクターの導入（カムチャタール一味）
- 自由に経験値稼ぎができる演習（フリーマップ）の実装
- 複数のキャラで同時攻撃ができる「協撃」の追加
- 装備と道具システムの実装（2周目に引き継ぎ可能）
- その他、戦闘システムで細かい変更点が多数有

PSP版
- 難易度に「高難度」の追加、それに伴い「高難度」クリア時の特典CG追加
- アドベンチャーパートのCG縦横比を4:3と16:9（スクロール可）から選べる

HDリメイク版（PS4、PS Vita、Steam）
- 本作は、「偽りの仮面」・「二人の白皇」と同様のシステムに変更
- 複数の追加キャラの実装（ダウンロードコンテンツ扱い）[注 3]
- シミュレーションパートのキャラクターやマップなどがすべて2Dから3Dに変更
- 連撃や必殺技と協撃の演出も強化
- イベントCGやバストアップビジュアルなどは高解像度なものにリファイン
- 2D背景はすべて新規に描き下ろし、オープニングムービーも高画質化
- オリジナルのBGMを全曲リアレンジ
- 新しい解釈でドラマを盛り上げる「スペシャルエクステンデッドモード」を追加[注 4]
- ダウンロードコンテンツ機能の実装及びシーズンパスの販売

## 企画の経緯
「うたわれるもの」という企画の発端は、まずシミュレーションRPGを作ろうという話があり、それと同時に企画・シナリオ担当の菅宗光が獣耳が出てくるゲームが作りたいということから、この二つをあわせて企画が生まれた。また、和風の話を書きたかった菅によればアイヌ文化をモチーフにさせてもらったとのこと。
ただ、市場的に獣耳という部分を特化させるのはどうかということから、獣耳を主張した菅宗光以外のスタッフからは「なんで獣耳？」との声も上がっていた。しかし、やがてシナリオが固まってくると、獣耳なしでは成り立たないストーリーになっていたので、いつしか反対の声も聞こえなくなっていった。また原画・キャラクターデザイン担当の甘露樹も以前は獣耳の特化傾向に抵抗があったとのことだが、今はそんな違和感もなく普通に書いているとのこと。
本作に章などの概念が無いことについて、ディレクターの鷲見努はシナリオ重視の作品だったからとインタビューで答えている。詳しくいえば、菅の書いたシナリオに、その他の部分を当てはめていく作業ですべてを作ったからとのこと。
また制作当時、アイヌ文化の資料が少なくて苦労したとのエピソードが笑いをまじえて語られている。甘露・菅曰く、いざ制作となると資料が少なく、買うにしても数が少なくて高価なものが多かったため、資料を経費で購入することはできないかと考えるも、制作当時はあまり期待されていなかったためか経費を出してもらうことはできなかった。そこで、図書館で十冊くらい借り、二週間後に返し、またすぐに借りるというのを繰り返して制作していったとのこと。また、馬の役割を担うウォプタルという二足歩行の爬虫類は、登場するキャラクター達が動物のような耳をしているゆえ一線を画すために、甘露樹の機転によって生まれた。そうしたウォプタルや獣耳を描くために恐竜図鑑や動物図鑑なども借りて勉強したとのこと。

## あらすじ
ここではないどこか、今ではないいつか。
時は戦国時代。國は分かれ争い、民草が飢え苦しむ時代。ある山奥ののどかな辺境の村に、瀕死の怪我を負った男が運び込まれた。
彼は村人に助けられる以前の全ての記憶を失っており、さらに自分が顔につけている仮面はどうやっても外す事の出来ない不可思議で不気味な代物であり、彼の混乱に拍車をかけた。彼は村人達に獣のような耳や尻尾がある事や、製鉄や化学肥料などの高度な知識が自分にあることを疑問に思い、自分自身と目覚めた世界の微妙な齟齬を訝しみつつも、おおらかで穏やかな村人たちの雰囲気に村の暮らしを徐々に受け入れつつあった。
新たに『ハクオロ』という名を村長から授かった彼は、村の生活を豊かに発展させ、村を襲った災厄を退け、村人達の信頼を勝ち取ってゆき、既にこの村の無くてはならない家族となっていた。しかし戦乱と貧困の風は、この平和な山村にまで吹き付け、人道に反する重い税を押し付けた藩主に反発したことが原因で、村人に強く信頼されていた村長が殺害されてしまう。
ハクオロの中に生まれた、深く静かな怒り。多くの者が死ぬと知りながら、取り返しがつかぬと知りながら、彼はその怒りを解き放った。ハクオロは指導者として謀反を起こし、暴虐の限りを尽くした圧制国家を打ち崩して、新たな国トゥスクルを建国する。
戦いは終わったかに見えたが、まるで何らかの作為が働いているかの如く、次々とトゥスクルとハクオロの元に戦の業火が降りかかる。大きく拡大していく戦の火。ただ平和だけを望む自分の存在や行動が、結果的に戦渦を広げている事に苦悩するハクオロ。しかし、もはや彼に逃げ道は何処にもない。人の身には余る知識と知略、積み重なっていく重責と不条理な現実。そしていまだ深い霞に隠されたままの自分自身の正体。多くの苦悩を抱えつつも、ハクオロはトゥスクルの『皇』として、いまだ終わる兆しの見えない戦争の日々に身を投じる事となる…。
美しい自然に彩られた、幽玄の世界。そこで「彼」は目覚めた。それは人の想い全てを呑み込む、大いなる戦いの始まりだった。さまざまな者たちが、さまざまな思いを響かせ合い、一つの歌を奏で始める。
それは、散りゆく者への子守唄

## 世界観

### 文化
科学技術水準は「古代」における産業革命以前の様相を呈しており、機械技術と呼べるレベルのものは作中に登場する最先進國でも存在しない。蒸気機関もいまだ開発されておらず、原始的なカラクリがちらほら見える程度。作中に登場する主な移動手段は、陸路では徒歩またはウォプタル（「ウマ」と呼ばれる二足歩行トカゲ）に直接搭乗するか、あるいは荷車や馬車を牽かせるなどである。作中に登場する中で有効な集団攻撃手段となりうる「法術」の使用と「飛行」が可能である唯一の種族、オンカミヤリュー、および國家であるオンカミヤムカイは、自分達を厳しい戒律で縛り、道を外れるものと法術技術の流出を防いでいる。そのためこの世界での戦争行為は、短期間で戦局を左右する方法が存在しないため、血で血を洗う戦國時代の真っ只中である。
地方によっては奴隷制があり、基本的に國の法は國、ひいては國の皇が自由に決定している。トゥスクルやカルラゥアツゥレイのように、圧政や虐待に耐えかねた民や奴隷が反乱を起こし、そのまま皇を討ち新たな皇を立てて國を興す事例も発生しており、結果的にいつまでも戦乱が終わらない連鎖が続いている。「オンカミヤムカイ」は國家間調停者として、ウィツァルネミテア信仰を足がかりに國師（ヨモル）を各國に派遣し、同盟を組ませるなど無益な争いを未然に防ぐよう働きかけている。

### 宗教
作中に登場する宗教には、ウィツァルネミテア信仰とオンヴィタイカヤン信仰の2つが登場しており、大半はウィツァルネミテアを信仰している。また、これら2つの信仰が崇める神はそれぞれ対立しているため、数や勢力で劣るオンヴィタイカヤン信仰は冷遇される傾向にある。ウィツァルネミテアを信仰しているオンカミヤムカイは「調停者」を自負しており、教えを広めるだけでなく、國や部族間の仲介をし当事者同士を結びつける役目を自らに課している。
両者とも神話自体は共通しており、「オンヴィタイカヤンがヒトを創造し、そのヒト達をウィツァルネミテアが解放した」と語られている。

### 種族
作中には動物の耳、尻尾などが生えている「亜人間」たちが登場する。登場人物はハクオロ以外すべて亜人間であり、彼らを中心としてストーリーが進むことになる。彼らは種族ごとに外見または能力的に特徴があり、基本的には種族ごとに集落、國を形成している。また彼らは火神・水神・土神・風神（ヒムカミ・クスカミ・テヌカミ・フムカミ）と呼ばれる「神」を1人1柱ずつ宿している。母性遺伝がかなり強いようである。「我らの血は母親から受け継ぐものだろう」というセリフや、耳の外見が違う異母兄妹が登場するように、耳や尻尾などの特徴は母系遺伝である。ただし女性に優秀な男性と子を成し、その血を受け継がせることを務めとしている種族も存在することから、父性遺伝子も機能していることが分かる。
以下に代表的な種族を列挙する。
オンカミヤリュー族
登場人物ではウルトリィ、カミュなどが該当する、天使の如き翼を持つ種族。他種に見られる獣耳と尻尾はない。特殊な祈りと呼吸・発声法を組み合わせた詩を唄うことにより、物体転移などの奇跡のような現象を引き起こす「法術」と呼ばれる術に長けている。
大神「ウィツァルネミテア」を信仰する者たちの総本山である宗教國「オンカミヤムカイ」を統べ、他の國家間の争いを早期終結させるための緩衝材としての「調停者」の役割を果たしている。大量殺戮兵器の登場しない（「浄化の炎」を除く）世界において唯一それに匹敵する力を操る種族で、術者達は厳しい戒律と信仰で道を外れる者がないよう教育されるが、中には破戒僧もおり、アンクァム（傭兵）となってしまう者や、戒律が嫌だという理由で出奔した上、法術を悪用している後述のノポンなどもいる。
ギリヤギナ族
登場人物ではカルラ、デリホウライらが該当する、戦闘に特化した肉体を持つ種族で、虎のような耳に、尻尾が特徴。それゆえにどんなに飲み食いしても体形が変化せず、総じて戦闘に向いた引き締まった体格に落ち着く。腕力・膂力などの基本運動能力が他の種族より飛びぬけており、体術の型や技を必要としないスタイルをとる。かつては強國「ラルマニオヌ」を治めていたが、強さに奢ったためかシャクコポル族に反乱を起こされ滅亡し、奴隷へと身をやつした。
エヴェンクルガ族
登場人物ではトウカ、ゲンジマルが該当する、高地に住む少数民族で、猛禽類の翼に似た耳が特徴。卓越した肉体的・精神的強靭さと「義」を貫くためなら死をも厭わない清廉さにより他の種族から畏敬の念を抱かれていて、「義はエヴェンクルガにあり」とまで言われる。
自らの眼で自分たちが仕えるにふさわしい主を選び付き従う。戦の際にはその存在が戦場の士気にかかわるほどであり、自軍にエヴェンクルガ族がいるということは大義は自分たちにあるという証である。基本的に一族の里を出るのは男性のみで、トウカのような女性が里を出るのは優秀な血（子孫）を里にもたらすという使命を帯びているためである。
シャクコポル族
登場人物ではクーヤ、サクヤらが該当する、過去、大いなる父「オンヴィタイカヤン」によって寵愛されていたとされる種族で、兎のような耳が特徴。大神ウィツァルネミテアによってかの神が滅ぼされた際、他種族の嫉妬を買って「穴人」という蔑称で卑下され迫害された。肉体的には全種族中最弱といわれている。
それらの要因からかつては奴隷以下の扱いを受けていたが、20年程前にクーヤの父が「血の契約」により人型汎用生体兵器「アヴ・カムゥ」を入手することでギリヤギナ族に反乱を起こし、ラルマニオヌを制圧しその地に三大強國の1つと称される巨大単一種族國家「クンネカムン」を築いた。しかし未だ他の種族からは対等に見られておらず孤立している。

## 國
ケナシコウルペ（皇：インカラ）
北のはずれにある國。エルルゥたちの住むヤマユラの集落が西部にある。中央付近には交通税目当てのタトコリの関があり、行き来が制限されている。
悪政により國としては末期に陥っている（インカラに対して尻尾を振っていた豪族が、いざ反乱を起こすとあっさり寝返ったことにオボロが苦言を呈する場面があるなど）。インカラの独裁政治により他國との同盟関係を全く築こうとせず、オンカミヤムカイの調停者ですら受け入れようとしなかった。
トゥスクル（皇：ハクオロ）
辺境にある小國であり、ハクオロを皇とする新興國家。ハクオロは國の指導者と戦時の軍師を兼ねており、この國の驚異的な発展は彼の類稀な智才、そしてその人柄による部分も大きい。発展の最も肝となる要因は、様々な前例の無い政策を取り入れていることにある。例としてこの國には、他國に広く知れ渡るほどの規模を持つ歓楽街が皇の主導で運用されており、その目的は悪銭の巡りを押しとどめ腐敗した政員を出さず、また他國から人を集めて資金を循環させようというものである。「歓楽街なんていうものは禁止しきれるものではない。ならば自分達で管理してしまおう」というハクオロの言葉からも、彼の知略の深さがうかがえる。しかしそのせいで「トゥスクルの皇は幾人もの『室（妃）』を持つ好色皇」という風に誤解されて広まっており、ハクオロを閉口させている。またハクオロは「仮面をつけた皇」という程度でしか民に認知されておらず、ハクオロが普通に城下町を歩いていても騒ぎになることがない。コミック版では祭りの屋台で仮面のレプリカが販売された際に、偽者騒ぎが起きたことがある。また周辺諸國からは、キママゥ退治の見事さからキママゥ退治の第一人者「キママゥ皇ハクオロ」として褒め称えられている。ベナウィからその名前は三國に鳴り響いていると聞かされ、ハクオロを閉口させている。
また、ハクオロが「新しい農法の知識」を広く伝えたため、農作物の収穫が飛躍的に上がったことも関係している。
他國と友好を築くために外交にも積極的である。門を広く開けており、民の声や陳情が非常に届きやすくなっているのも特徴である。また拡張された一郭には、学舎の役目も負った孤児寮が建てられている。
また、戦に関していえば、私利私欲のために戦を起こすことはない。また、侵略してきた他國の指導者が死亡した際は、可能であればその地の代表者や豪族に自治を任せ、必要ならば手を貸し復興への手助けをして治めている。
南部國境付近にはキヌハン藩やシシハル藩などが存在する。國境付近のホゥホロ城は天然の要塞。
クッチャ・ケッチャ（皇：オリカカン）
騎馬民族國家であり、國土のほとんどが平原である。軍も騎馬隊が多くを占めている。もともとが遊牧民族國家であることもあり、皇都や本陣が絶え間なく移動しているのが特徴である。
シケリペチム（皇：ニウェ）
三大強國のひとつで軍事國家。多くの中小國や集落をその軍事力と恐怖政治によって一つにまとめた國。皇一人の力に頼っている部分が大きい。
ナ・トゥンク（皇：スオンカス）
奴隷國家ともいわれ、誘拐や拉致してきた人を売り國の財としている。デリホウライ率いる奴隷による叛乱軍と交戦中。
ラルマニオヌ
ギリヤギナ族によって治められていた、かつてないほどの富と権力で栄えた超大國だが、その驕り高ぶったギリヤギナ族の態度によって徐々に反感を買い、シャクコポル族によって叛乱を起こされ滅亡した。カルラとデリホウライはこの國の皇の子である。
オンカミヤムカイ（皇：ワーベ）
大神ウィツアルネミテアの教義を守る宗教國家で「始まりの國」ともいわれる。國というよりもウィツアルネミテアの総本山と言った方が近く、賢大僧正を長としている。争いや災いを防ぐことを使命とし、他國との仲介役を請け負うことから「調停者」とも呼ばれる。様々な國との、そして國同士の友好を望んでおり、そのためにはお互いを知ることが大切と考えているため、使者を様々な國に派遣している。しかし、そうしたことを疎ましく感じる人間も少なからずおり、使者を受け付けない國もある。ちなみに「オンカミヤムカイ」とは「大神が眠りし地」という意味である。
クンネカムン（皇：アムルリネウルカ・クーヤ）
三大強國のひとつであり、ラルマニオヌ滅亡後に建國された新興國家である。國民すべてがシャクコポル族であり、作中では唯一「大いなる父（オンヴィタイカヤン）」を信仰している。シャクコポル族は肉体的に最弱といわれるほどだが、大いなる父（オンヴィタイカヤン）より授かったといわれる人型汎用生体兵器「アヴ・カムゥ」の力によって非常に強い軍事力を持つ。やがて全土平定を目指すことになるが、その際トゥスクルを中心とする多くの小國による抵抗にあう。
ノセシェチカ（皇：カンホルダリ）
三大強國のひとつで、クンネカムンの西方に位置している。
エルムイ（皇：ポナホイ）
小さな集落が集まってできたごく小さな國で、ノセシェチカの属國である。アニメではノセシェチカの同盟を結んでいる國と説明された。

## 登場人物
※担当声優は「日本語」は日本語版アニメおよび家庭用ハードゲームでの声優、「英語」は日本国内版Blu-ray Disc BOXにも収録されている英語版アニメでの声優を記載。なお英語版声優のリンクは、片仮名書きはウィキペディア日本語版の、アルファベット書きは英語版ウィキペディアの記事へリンクしている。

### 主人公、ヒロイン
ハクオロ
声 - 日本語：小山力也、英語：ジョン・グレミリオン
本作の主人公。大怪我をして倒れていた所をエルルゥ達に助けられる。助けられる以前の記憶を失っており、なぜか外すことの出来ない仮面を着けている。ヤマユラの村人達に獣のような耳や尻尾がある事や、農作に有用な化学肥料や製鉄、薬品の調合などの高度な専門知識を自身が持っている事に疑問を持ち、自分自身とそれを取り巻く世界に感じる微妙な齟齬を訝しみつつも、おおらかで穏やかな村の雰囲気に徐々に馴染み、そこでの暮らしを受け入れていく。「ハクオロ」とは、トゥスクルの計らいでエルルゥ達の実父（故人）から借りうけた名前である。開発スタッフによれば、イメージ的な年齢は27歳〜28歳とされる。カミュに「おじ様」と呼ばれた時にショックを受けたり、アルルゥから父親の面影を重ねられたときに内心複雑な心境であるような言動を見せたりと、記憶喪失であることも相まって自分自身の年齢を気にしている。時に優しく、時に厳しい父親のような性格。自らの胸の内や悩みは人に話さず自分で解決する傾向にあり、それでいて大抵の逆境は自力でどうにか出来てしまうという難儀な性をしているが、それでも安定した人格者であり、宿命から逃げない人物。
ヤマユラの集落にて、化学肥料などを使用する新しい農法の知識を使い、病み上がりながらも一緒になって頑張り農作物の収穫量を大幅に上げたり、その農作物を狙ってやってくる狡猾なキママゥの集団をテオロ達と一緒に追っ払ったりと、自分を快く受け入れてくれた人達のため、村の発展に全力を尽くしていく。
クッチャ・ケッチャがトゥスクルに侵攻してきた際のオリカカンとのやり取りで、オリカカンの「大義は我にあり」という侵攻を正当化する言葉に対して、「戦にそんな綺麗事は存在しない！」と一喝していたりなど、決して戦（いくさ）を美化したり正当化しようとせず、むしろ避けるべきものと考えているようである。
酒や釣りが好きで、時間が空いた際などによく嗜んでいる。また、エルルゥやアルルゥをはじめとした、自身が大切にしている人たちと過ごす何気ない時間を何より大切にしている。
戦、そして自身の正体に対する疑問など、様々なことに悩み苦しみながらも、エルルゥ、アルルゥをはじめとした多くの人たちに支えられ助けられ、自身の想いを貫き通してゆく。
その正体は、遥か過去から存在する神の如き存在「力のある者」（正式名称は不明）であり、亜人間達から「ウィツァルネミテア」と呼ばれ崇められる存在。ハクオロは、その力のある何かの半身が顕現した姿、「空蝉」である。「古代」において、ごく普通の人間の青年（科学者）が、極秘の機密情報を擁する秘密研究施設で射殺されかかった時に認知外の高位存在と同化してしまった末の意識が彼であり、「創成期」でのアイスマンとは彼のこと。ハクオロの被る仮面は、幾千本もの未知の繊維で直接脳髄に縫い付けられており、脱着は完全に不可能である。その繊維はそれぞれが脳の各部に作用し、身体機能や免疫力などを向上させる機能を持つ。その効果を研究するための実験体が亜人間たちの祖先であり、ハクオロは遺伝子的な意味で「現代」に生きる全人類の父であると言える。
「ハクオロ」とは前大戦でウィツァルネミテア（空蝉）がトゥスクルに告げた名前で、トゥスクルはそれを自分の息子に貰っていたが、大怪我をして担ぎ込まれた当初に彼の正体に気付き、その名前を「返還」した。つまりハクオロという「白き皇（白皇（ハク・オウルォ）」を意味する名前は、借り物ではなく彼の真名である。オンカミヤムカイ最深部にて精神の統合後、大神である自身がこの世に相容れぬ災いであることを認識し、自ら封印されることを選ぶ。自身の存在に悩み苦しみながらも、自分が封印される瞬間まで自身の意思を貫き通した。エピローグでは、誰かの気配に気づいたエルルゥが背後を振り返るところで物語は幕を閉じるが、ハクオロが帰ってきたのかどうかは謎のままである。
ゲームの戦闘フェイズでは刃を仕込んだ鉄扇（毒液も流し込むことが可）を操り、既存の概念にとらわれない采配を振り、先頭に立って一軍を率いる。なお、連撃最後の技の属性は火神・水神・土神・風神の内の一つが反映される。
ウィツァルネミテアに変身した状態で戦う場面もあるが、ムツミとディー（変身後）との戦いの時のみであり、任意での変身は不可。装備・道具・蒐集品をコンプリートした状態で挑める特別戦闘では、ハクオロが戦闘不能になった場合のみウィツァルネミテアに変身することができる。
後日のエピソード「2人の白皇」でウィツァルネミテアの力をハクに譲っているため、普通の人間に戻った可能性がある。
エルルゥ
声 - 日本語：柚木涼香、英語：キラ・ヴィンセント＝デイヴィス
本作のヒロイン。大怪我をして倒れていたハクオロを助けた少女。面倒見が良く、村人に慕われる心優しい性格。しかし、自分の胸が小さいことにコンプレックスを抱いており、ハクオロが他の女性と親しくしている時に不機嫌になるなど嫉妬深く「やきもち焼きが唯一の欠点」とされ、怒らせると誰も止められない。家事全般が得意。酒が入るとすぐ酔うが、そこから一向に潰れない。薬師の卵で、祖母であるトゥスクルには薬の調合法などを教わっている。薬草や薬石を採りに行くのが好きで、しばしば森まで通っている。トゥスクルの遺言でアルルゥとともにハクオロに預けられ、建國後はトゥスクル國の薬師となり、以後ハクオロの御付として体調管理を任され彼を見守り続ける。建國後はハクオロが「家族」と説明したこともあり、当初ウルトリィからは皇后と勘違いされたこともある。エルルゥの名前は、トゥスクルの姉と姉妹草から取られている。
本編開始前、地震によって瀕死の重傷を負ったアルルゥを救うため、ハクオロ（ウィツァルネミテア）との間に自らの存在を明け渡す契約を結んでいる。ハクオロへの愛情はその契約による部分もあり、本人にもその自覚はあるが、それを抜きにしてもハクオロ個人へ本当の愛情を抱いている。その旨を声に出すことが出来なかったが、その苦難に耐えながらも別れる時までハクオロを精一杯支え続けた。その後は薬師として村のために尽力し続け、アルルゥと共にハクオロの帰りを信じて待ち続けている。（後日のエピソード「2人の白皇」で、その悲願は報われる事になる。）
髪飾りに輪っかをつけているが、ヤマユラの村の習慣で成人した女性が貰うものとされる。これはエルルゥの家の長女に代々伝わるもので、実はエルルゥの持つ輪っかがオリジナルであるミコトの輪っかであり、それ以外の人間が持つ輪っかは、そのレプリカである。
その契約は後に破棄されている（アニメ版では第25話、ゲーム中ではムツミ戦の前に「契約を破棄する」と言っている）ので、ハクオロが封印されてもエルルゥ（アルルゥ）には影響がなかった。
ゲームの戦闘フェイズでは相手に直接ダメージを与える攻撃はしないが、祖母仕込みの薬術で傷薬やコンシューマー版ではちょっと危ない薬までもを生成し（PC版は回復のみ）、一軍の要として尽力する。アニメ版では戦闘に参加することはないが、主にハクオロにとって精神面での補助に尽力していると言える。

### トゥスクル
アルルゥ
声 - 日本語：沢城みゆき、英語：Sasha Paysinger
エルルゥの妹。無口で人見知りが激しいが、一度懐くと甘えたり悪戯をしたりする。ハクオロを「おと〜さん」と呼び慕う。動物と心を通わすことができ「ヤーナ・マゥナ（森の母）」ともよばれる。ユズハとカミュとは親友であり、「アルちゃん」と呼ばれている。食欲旺盛な育ち盛りで、皆からは小動物の如く可愛がられ、よく餌付けされている。はちみつが大好物で、カルラに便乗して倉にてつまみ食いすることもしばしば。無垢な性格の割に頭の回転が早く、勘が鋭い。また真っ直ぐな性格で、身内などが危険にさらされた時にはどんな状況であっても黙っていられず、そのため何度か危険な目にあうこともあった（内一回はウィツァルネミテアの契約により蘇生した）。アルルゥの名前は、姉妹草からとられている。エルルゥと共に最後までハクオロの精神を支え続け、たとえ異形の者と化してしまっても、ハクオロのことを「お父さん」と呼び続けていた。ハクオロにとっては、正真正銘の「娘」と言える存在。
実は本編開始前、地震によって瀕死の重傷を負っており、ウィツァルネミテアの契約によって救われている。
動物たちと心を通わす能力は、家に代々遺伝として伝わるもので、亡きトゥスクルの姉の他、この世界では同じ能力を持った人間が他にもいるものとされる（エルルゥやトゥスクルにも遺伝はしたが、この能力は使えないとされる）。
原作者の菅はインタビューで「特にお気に入りの登場人物は？」という問いで迷った末にカルラとアルルゥの名を挙げており、「アルルゥは愛情を込めて書きました。彼女が絡むイベントに大きなイベントが多いのはそのためかもしれません。」と語っている。
ゲームの戦闘フェイズではムックルとガチャタラを従え、ハクオロとエルルゥを守るために、矢も矛も恐れず戦場を駆け巡る。後述のムックルの体毛硬化の能力から、戦闘メンバー随一の物理防御能力を誇っているが、水辺や雨が降るステージなどでは弱体化してしまう。
ムックル
声 - 日本語：下山吉光、英語：モニカ・ライアル
エルルゥ達が住む村の近くの森で「ムティカパ様（森の主）」として恐れられハクオロ達に退治された、ムティカパ（白虎）の子供。成長した時のことを考え始末されそうになるが、ハクオロが「産まれてきた命は元来無垢なものだ」と説得したため、事なきを得た。その後は、アルルゥが面倒を見ている。人の言語を解するほどの高い知能を持つ。そう時間が経たずに巨大な白虎に成長するが、まだまだ子供。アルルゥにとてもなつき甘えており、彼女が危機に陥った際は、凶暴なムティカパとなって戦う。しかし、エルルゥにだけは敵わない。ガチャタラが来てからは、母親代わりのアルルゥの関心を奪われてしまうことに対して、やきもちを焼いている。
親のムティカパと同様の刀も通さぬ程硬い体毛を持つが、水に濡れると非常に脆くなるために水辺や雨を極端に嫌う。
ガチャタラ
チキナロが商品として連れてきた「ミキューム」と呼ばれる、オコジョやリスに似た白色の霊獣。その肝はあらゆる病気に効くと言われており、ユズハの治療のためにとオボロに仕留められそうになるが、ユズハが「そんなことをしてまで私は生きたくない」と言ったため、事なきを得る。名付けた者に対する刷り込みが起こるため、アルルゥのことを既に親だと思い込んでおり、買い取らざるを得なくなってしまったため、以後アルルゥが面倒を見ている。小さくて可愛いらしいので、女性陣の評判が（特に可愛い物に目がないトウカに）とても良い。
ガチャタラが加入すると、ゲームの戦闘フェイズでアルルゥの必殺連撃が成功するようになる（未加入の状態だと必ず失敗）｡
オボロ
声 - 日本語：桐井大介、英語：Chris Patton
ユズハの異母兄。義賊として活動をしており、最初はユズハと親しくなっていくハクオロを敵対視していたが、様々な出来事を通じてハクオロに惹かれていく。ケナシコウルペとの戦を通じて彼を「兄者」と呼ぶようになり、最初に彼に心酔する忠臣の1人となる。部下としてドリィとグラァを従え、彼らからは「若様」と呼ばれている。性格は「熱く」、「優しく」、「真っ直ぐ」で、落ち着いた性格のハクオロと対になる「もう一人の主人公」であると評されている。妹であるユズハのことを溺愛しており、それゆえ後先が見えなくなることもある。
義賊として活動していただけあって武と隠密行動に非常に優れる。序盤はベナウィやクロウに武力で圧倒されるものの、物語中盤ではベナウィとの本組手で、彼の雨が降り注ぐように襲い掛かってくる打突を二刀をもって捌ききり、あと一歩まで追い詰めるまでに至る。また、それによってベナウィから「見事です」という言葉を引き出している。
酒は強い方ではないが、周りに大酒飲みが揃っていることに加えて、負けん気の強さからコンプレックスを抱えており、よく飲みすぎて二日酔いの薬をエルルゥに作ってもらっている。また、野菜が嫌いなことをユズハに指摘されたために、無理をして野菜を口に詰め込んだ結果、気絶してしまう場面もあった。
皇族の出身であり、祖父はケナシコウルペの先代皇だったため、オボロはケナシコウルペの正統後継者でもある。しかし祖父が前大戦で敗北し、その結果インカラの先祖に権力闘争でも負け、皇の地位を奪われ没落してしまった。また、オボロの祖父とトゥスクル、ワーベは前大戦で共に戦った戦友である。
戦後、ハクオロから戦前に自身の後継者として任命されていたが、「俺はまだ未熟でオゥロ（皇）としての器じゃないし、何より柄じゃない」として國のことをベナウィに託し、ハクオロが残していったさまざまなものに想いを馳せつつ、ユズハの遺した子を連れて修行の旅に出た。
ゲームの戦闘フェイズでは弐刀流を操り、軽業師のような身のこなしを生かした戦法を見せる。
ユズハ
声 - 日本語：中原麻衣、英語：モニカ・ライアル
オボロの異母妹。盲目であり生まれつき病弱。大病（トゥスクル曰く躰中のオンカミが、いがみ合い、争う病）を患っており、しばしば発作で苦しむ。寝所という狭い範囲の世界が彼女の生活圏であり、兄オボロの極端な過保護により純真無垢のまま育ったため、色々な方面の知識が欠けている。そのためハクオロがオボロに対して「ユズハという名の愛玩動物を飼っている」と苦言を呈する場面もあった。一種の浮世離れした雰囲気をまとい、凛とした芯の強さをものぞかせる。トゥスクルで過ごすようになってからは、元気な姿を見せるようになり、親友となったアルルゥとカミュからは「ユズっち」と呼ばれる。苦党。自分の存在が、周りの者達に迷惑をかけているのではないかと危惧している節があり、また自分の命が長くないために「自分が生きた証」を残したいと思いハクオロとの子供を作った（PC版でハクオロは複数のヒロインと関係をもったが、子供ができたのはユズハのみである）。アニメ版では、子供を産むことはなく最終回で他界。エルルゥに対して、ウルトリィと同様「自分の意思でハクオロの傍に居て良い」という考えに至らせる大切な役目を担った。
アプリ版「ロストフラグ」のイベントではハクオロと出逢う前にオボロと共に霧の中を彷徨う内にアクタ達の世界へ迷い込み、同様に迷い込んだ、ハクオロとユズハの間に生まれた娘・クオンと出逢いを果たし、偶然にも彼女が自分の未来の娘であることを知ってしまう。イベント中での治療を経て体調の大幅な改善が見られ後にエルルゥから薬師としての薫陶を受けサポートユニットとして使用可能となる。(この際に譲渡された香炉はトゥスクルがユズハの祖母と共に戦ったさいに使っていた物。)その他、並行世界で「オボロがウィツァルネミテアと契約し、ユズハの病と盲目をオボロが背負ったのを引き換えに完治したが、やがてオボロのために義賊に手を染めたため、重荷になっているとオボロは自害し、自暴自棄になって剣奴となったユズハ」も同様に迷い込んだ。ロストフラグの世界では異なる世界線、時間軸の同一人物が同時に存在することがままあり、同種の例ではウコンとフギト等も存在する。
ドリィ、グラァ
声 - 日本語：渡辺明乃、英語：Brittney Karbowski（ドリィ）・ナンシー・ノヴォトニー（グラァ）
オボロの部下の双子。共に弓の名手。常に二人一組で行動し、見た目も思考パターンもほとんど同じ。瞳が紫で袴が藍色なのがドリィ、瞳が青で袴が朱色なのがグラァである。オボロに対して尊敬以上の感情を持っているらしく、オボロに記憶がなくなるまでお酌をし、撃沈させることもある。少女と見間違えるほどかわいらしい外見で、ハクオロも勘違いしていたが、実際は二人とも少年である。二人ともオボロを「若様」と、ハクオロを「兄者様」と呼び敬愛する。隠密活動も得意であり、しばしば諜報活動も担当する。隠密活動時は通常より小さめの弓を使用する。ペリエライ（弓衆）隊長を務めており、ドリィが蒼組隊長、グラァが朱組隊長。戦後、オボロが修行の旅に出る際「若様にお仕えできないのならディネボクシリ（地獄）に堕ちたほうがマシです！」と言い切り、後を追っていった。
ゲームの戦闘フェイズではやはり両者とも弓を操り、水平射撃、曲射などを使った巧みな技を見せる。
ウルトリィ
声 - 日本語：大原さやか、英語：Kelly Manison
オンカミヤムカイの第1皇女であり、カミュの姉。本来はカムナギ（巫、巫女）であり外交特使として活動することはないが、本人たっての希望によりトゥスクルのヨモル（國師）として派遣された。美しい大きな白い翼を持ち、慈愛に満ちた立ち振る舞いでさまざまな人々から尊敬と畏敬の念を集めている。妹であるカミュのことは心から大切に思っており、常々心配している。また、カルラとは旧知の仲（幼馴染）であり、かつてラルマニオヌが存在していたころ、親交を深めるためにやってきた使者の一団の中にいたことがきっかけで出会い、友情を育んでいた。神々しい聖女のような女性ではあるが、預けられた捨て子に感情移入しすぎてしまい、親元に帰す際に手放すことが出来ずに我を見失い、悪鬼のごとく変貌するなど人間的な面も見せる（その際、法術の力が暴走したのか、頭上に天使の輪が出現していた）。ハクオロに想いを寄せている。当初からハクオロがウィツァルネミテアに関係があることに感づいていたようで、トゥスクルのヨモル（國師）に自分から名乗り出たのはそのためである。後にワーベからオルヤンクル（賢大僧正）の地位を譲り受け、正真正銘の皇女となる。また、アニメ版では立場上の問題から進んで戦場に立つ描写はないが、アンクァム（傭兵）という扱いでナ・トゥンクに出向いた際にだけ攻撃法術を使用する場面を見ることができる。
ゲームの戦闘フェイズでは、オンカミヤリュー独自の法術を駆使して戦う（風と水、そして光の術法）。
カミュ
声 - 日本語：釘宮理恵、英語：Serena Varghese
ウルトリィの妹で第2皇女。人懐こく、とても元気で活発な少女。一族の始祖の力を特に強く受け継ぐ。その背中に大きな黒い翼を持ち、ゆえに畏怖をもって別格視され、皇女であることも重なり、トゥスクルに来るまで友達と呼べるような者がいなかった。最初は興味本位で付いて行っただけだったが、再度ウルトリィがヨモルとして派遣された際には、正式に補佐としてトゥスクルで過ごすこととなる。積極的に関わっていった結果、アルルゥやユズハとは仲良しとなり、アルルゥからは「カミュちー」と呼ばれる。アルルゥとは年はあまり変わらないがウルトリィの妹であるだけに姉に負けないほどの巨乳で今でも成長しているらしく、年上であるエルルゥはそのことにショックを受けた。ハクオロのことを「おじ様」と呼び、父のように慕っているが段々それ以上の想いを寄せるようになる。『この世ならざるもの』と対話することが可能な、オンカミヤムカイの中でも特異な存在（ムツミの項参照）。カミュの名前は、神を結ぶ者と書いて「神結-カミ・ユウ-」となる。物語が進むに連れて前述の始祖の血を受け継いでいる影響から、お腹を痛めるまで水を飲み続けたり、吸血行為をしてしまったりした。物語終盤、ディーの手によりムツミへと変貌してしまうが、自ら眠りを選んだハクオロの意思に従い、ムツミが人格を変換（返還）したため最終的に元に戻ることができた。その後ウルトリィと姉妹2人でウィツァルネミテアの封印を成功に導き、人の手で「神」を封じるという罪を共に背負うこととなった。
アニメ版ではウルトリィと同様、戦場に立つことはなく、こっそり戦場へ助っ人へ行こうとしウルトリィとムントに見咎められるシーンがある。またカミュもナ・トゥンク編でのみ攻撃法術を使用する場面が見られる。
ゲームの戦闘フェイズでは、姉のウルトリィ同様の法術を駆使して戦う。ただし、ウルトリィとカミュでは使用できる術の属性が異なっている。カミュは火と土、そして闇の術法である。
ベナウィ
声 - 日本語：浪川大輔、英語：ヴィック・ミニョーニャ
ケナシコウルペのオムツィケル（侍大将）であり、ラクシャライ（騎兵衆）隊長。國に住まう民への忠義のため戦う生粋の武人。槍の達人であり『三國一の槍の達人』として周辺國に名を轟かせている。物語序盤ではオボロやハクオロを圧倒したり、アニメ版ではカルラとの本組手で全力の攻撃を受け流して見せたりしていることから、相当な実力の持ち主であることが窺い知れる。その冷静沈着さと知性で、政務の補佐においても優れた手腕を発揮する。
國を蝕んでいくインカラ皇の圧政に心を痛めながらも、仮初とはいえ平和を保つため、己の気持ちを押し殺し命令に従っていた（ただ、民を顧みない命令には常に諫言していたため、そのつど不興をかっていた）。
インカラのあまりの暴挙に「國の基盤は民であり、それを蔑ろにして國に明日はない」と強く進言するも聞き入れられることはなく、牢に入れられてしまう。その後クロウの手によって解放されるとともに現在の状況を教えられ、ケナシコウルペの統治に終わりが迫っていることを知る。クロウに「劣勢となった場合、すぐに投降せよ」と全兵に伝えるよう言い含め、インカラに現在の危機的状況を伝えに行くも、民どころか自身の兵のことも顧みない命令を下される。ベナウィはケナシコウルペのオムツィケルとして、最後の務めを果たすため、またハクオロ達叛軍に対する最後の壁として、ハクオロ逹と最後の一戦を交える。自身の限界まで戦い、ハクオロ達を見定め、そして自分以外のほとんどの兵が投降したのを見定めてから、インカラ皇のもとへ戻る。インカラ皇を介錯し、追って自害しようとするがハクオロに止められ、以後彼に仕える。表には出さないがハクオロの人柄に惚れており、彼に心酔する忠臣の1人。
持ち前の容姿と性格から女官たちの憧れの的であり、恋文も多数受け取っていたようだが、本人は無自覚。そのため後述のノポンから一方的にライバル視（嫉妬）されている。上司も同僚も部下も気ままな行動をする者が多いため気苦労と小言が絶えず、恐らくトゥスクル國内では一番の苦労人。一見旧人類（普通の人間）のように見えるが、長く尖っている耳がたまに見えるので、彼もまた亜人間である。年下のカミュからは、「ベナウィ兄様」と呼ばれている。
オボロとは親戚の関係にあるが、小さな頃のことだったためオボロはそのことを覚えておらず、オボロのことを「危なっかしくて見ていられない（放っておけない）」と武術のライバルであると同時に、親のように見守り続けてもいる。オボロが元皇族の人間であることは、彼が城に盗みに入って出会った際に気付いたとされる。
ゲームの戦闘フェイズでは「シシェ」という名の白色のウォプタルに騎乗し、鉾槍（ほこやり）を自在に操る。
クロウ
声 - 日本語：小山剛志、英語：ジェーソン・ダグラス
ベナウィ率いるラクシャライ（騎兵衆）副長。ベナウィと違い、叩き上げの軍人で、言葉使いも行動も少々粗野だが礼節は弁えた、頼りになる屈強な武人。「平和を望まないわけではないが、戦場を駆けることこそ生きがい」と豪語する。縁の下の力持ち的存在で、また意外と細かい気配りも出来る好漢である。口癖は「ういっス」。かなりの酒豪で、自分の周りに健啖な飲み仲間が増えて喜んでおり、豪放磊落な彼曰く「酒は競わず、楽しむもの」。オボロとはじゃれ合いめいたいがみ合いが絶えない。隊長であるベナウィとは強い信頼関係で結びついており、ベナウィを小馬鹿にした態度を取ったヌワンギに対して手を上げたり、ケナシコウルペ陥落寸前の際にはそれとなくベナウィに離反を勧める場面もあった。ベナウィを「大将」、ハクオロを「総大将」と呼び、彼らに心酔する忠臣の1人。インカラ皇の娘であるカムチャタールから好意を寄せられているが、当の本人は気づいていない。
ゲームの戦闘フェイズでは、通常より一回り大きい緑色のウォプタルに騎乗し、さらに規格よりも少々大きめな太刀を操る。
カルラ
声 - 日本語：田中敦子、英語：Shelley Calene-Black
本名：カルラゥアツゥレイ。戦闘に特化した肉体を持つギリヤギナ族のナクァン（女剣奴）。鎖つきの大きな首輪が特徴の怪力娘で、男5人がかりでないと運べないほど重い巨大な剣を片手で軽々と振り回す。この剣は、通常の剣ではカルラの怪力に耐えきれず折れてしまうため、「決して刃こぼれせず、折れず、曲がらない」という注文によって作られた特注品。「刃こぼれせず、折れず、曲がらない」ことを最優先に造ったため、切れ味は二の次でモロロ（芋）一つ切れないナマクラ。カルラの怪力をもってはじめて威力を発揮し、敵を薙ぎ払うか、もしくは叩き潰すようにして斬る。この常識外の強靭な力はカルラ生来の（ギリヤギナ族としての）素質もあるが、彼女の父親が大神と契約し得た力が引き継がれているためでもある。一流の戦士であると同時に酒と風流を嗜む生粋の自由人で、かなりの酒豪。まじめな人をからかうのが好き。アルルゥ同様、つまみ食いの常習犯である。奔放な言動と行動でハクオロを翻弄するが彼に心酔する忠臣の1人であり、同時に彼を心から愛している。髪の毛の一本から血の一滴まで捧げるという「ウィツァルネミテアの契約」をハクオロと交わし、彼を「あるじ様」と呼ぶ。作中では明言されていないが、過去に関わった人物の発言などから、滅亡した超大國ラルマニオヌの元皇女でデリホウライの姉であることがうかがえる。ウルトリィとは幼馴染で、かつて皇女だったころに親交があった。他人からはいい加減で捻じ曲がった精神の持ち主のように思われがちだが、後述のスオンカス曰く「自らの痛みは我慢できても、他人の苦痛には耐えられない」性格で、いざとなれば自己犠牲も厭わない。一人のまだ幼さの残る少女が剣奴の闘覇者として君臨し、そのあまりの強さのために恐れられ、死ぬことを前提とした過酷な戦に常に駆り出されていた、という噂話があり、ベナウィがそのような話を耳にしたと語る場面があるが、その少女がカルラだったのかどうかは明言されていない。
ゲームの戦闘フェイズでは前述の重剣を使用して眼前の兵士を暴風の如く薙ぎ倒す。
トウカ
声 - 日本語：三宅華也、英語：Sofia Mendez
武術に優れ、義を重んじ、高潔なる魂を持つといわれるエヴェンクルガ族で、流浪の女武人。始めはクッチャ・ケッチャに与してハクオロと敵対していたが、誤解が解けた後は彼に心酔する忠臣の1人となった。ハクオロのことを「聖上」と呼びお傍付（護衛役）を務めている。
その太刀筋は流れるように美しく、まるで舞うような剣技で、思わずハクオロが美しいと感嘆してしまうほど。オボロもそれに同意するも、「戦いのわざとしては美しすぎる」と、どこか違和感を覚えていたようである。
Windows PC版ではエヴェンクルガ族に新しい強い血を入れる使命を帯びており、ハクオロとの子作りに執心する面もあるが、その他のメディアで彼女が里を出た理由は曖昧にされている。
生真面目な性格だが、ひとつのことに集中すると周りが見えなくなる。それが災いし自滅や失敗をすることもあり、「某（それがし）としたことが」を口癖にうっかり色々なことをやらかす、別名「うっかり侍」。それゆえに、たびたびカルラにいじられている。酒に対する耐性は無いに等しく、一献あおると朝まで起きない。可愛いものに目がなく、特にアルルゥに対しては戦場ですら本音が出るほどで、彼女との協撃があったり、アルルゥ絡みのイベントもある。一人っ子であるため、武人を模した玩具の人形を宝物として、とても大切にしており、壊してしまったオボロ（実際に壊してしまったのはハクオロ）をその場でボコボコに殴り続けるほどだった。その後、人形は修復されたものの、速荷の馬車（隣國まで止まらない）に「うっかり」人形が乗っかってしまった時には、鬼神の形相で「ヲイデゲー！」と叫びながら追いかけ続け、街道にヌグィソムカミ（禍日神）が出ると街の噂になったこともある。エヴェンクルガ族の中で生ける伝説とされているゲンジマルに憧れを抱いており、彼との会話から親の名前がウンケイであることが判明した。
アニメ版ではゲーム版と違い「うっかり」している描写が少ないために、終始落ち着いている印象が強い。このことについて「私がオーディションを受けたのはこんなキャラじゃないんですけどー！（笑）」とは三宅華也の談。
ゲームの戦闘フェイズでは、日本刀で居合い抜きを織り交ぜた高速の斬撃を放つ。
左利きであるが、アニメやゲームのシミュレーションパートでは右利きで描かれることがある（ユニットの向きによって反転している場合がある）。
基本的にアルルゥのことは呼び捨てしているがOVAや一部の作品では「アルルゥ殿」と呼んでいる。

#### ヤマユラ
トゥスクル
声 - 日本語：京田尚子 / 沢城みゆき（過去（ロストフラグ））、英語：Marcy Bannor
エルルゥとアルルゥの祖母で、ヤマユラ村の村長。各地で知られる高名な薬師で、村人から絶大な信頼を寄せられる人格者。倒れていたハクオロを治療する。祖母として優しく孫たちに接するが、怒ると怖い。オボロからも実の親のように慕われている。「アルルゥはわしの若い頃にそっくりじゃ」とは本人の談で、かなりいたずらっ子だった模様。病弱だったヌワンギの母親に代わり面倒を見ていたこともあり、現在の彼の変わりようを心配している。
ヤマユラが戦乱に巻き込まれた際、ヌワンギの部下の凶刃からアルルゥを庇って重傷を負う。その際、これから先もエルルゥとアルルゥの側にいてあげてほしいとハクオロに頼む。トゥスクルの心を汲んで了承したハクオロの言葉を聞き、安らかに息を引き取った。これが村人の怒りを爆発させる原因となり、大きな戦いの火付けとなった。
作者の菅によれば、前大戦が終わるまではオンカミヤムカイに住んでおり、オボロの祖父とワーベは、共に白き同盟と呼ばれる白い神に助力した勢力の同志であり、彼女は白い神を父様と呼び慕っていた。それ故ハクオロがウィツァルネミテアであることを最初から知っており、トゥスクルは後に生まれた自分の息子にその名前をつける。作中冒頭で、エルルゥが正体不明の仮面の男を保護して家に連れて来た際に、男が「白い神のハクオロ」であることに気づき、記憶を失った仮面の男に本来の名前である「ハクオロ」を与えたとされる。トゥスクル亡き後、その名前は國に受け継がれることとなった。
過去に姉が生贄に捧げられ其れを容認どころか祝い事として扱う周囲に反発し出奔、行き倒れていたところをある人物に救われた際に生来の名を捨てトゥスクルと名付けられ以降その名を名乗るようになる。
生来の名前はアルルゥ、生贄にされた姉はエルルゥであった。
『ロストフラグ』では改名後の若かりし時代の彼女が登場し、話し方などどこかアルルゥに似ている。
テオロ
声 - 日本語：石川ひろあき、英語：Mike Vance
辺境の村ヤマユラの男。村人からは「おやっさん」または「親父」と呼ばれており、「頼りにされている」と自分では言っているが、実際は子供の頃から親父くさい顔をしていたからだという。ハクオロを「アンちゃん」と呼び慕っている。
ハクオロがケナシコウルペ皇都を制圧した後に、エルルゥとアルルゥを除き全員ヤマユラに戻った。だがその後、クッチャ・ケッチャからの突然の襲撃に際し、ハクオロへとその報を伝えて体制を整える時間を稼ぐために全員で応戦し、そのために皆殺しの憂き目にあった。
背中に致命傷となる傷を受けながらもハクオロの元へと向かい、襲撃を報告するという役目を果たした後、皆が出撃して誰も居なくなった部屋で、ソポク達が迎えに来てヤマユラの村に戻るという情景の中、静かに息絶えた。
ゲームの戦闘フェイズでは、斧を武器として豪快に戦場を駆ける。参加はトゥスクル建國までだが、家庭用機版の演習モードでは、作中で死亡するまで使用出来る。死亡する際にレベル10以上に達していると形見としてテオロの斧を入手可能。
ソポク
声 - 日本語：雪野五月、英語：クリスティーヌ・オートン
テオロの妻。姉御肌で、親を亡くしたエルルゥ達から身近な女性として家族のように慕われ、また接している。若い時はエルルゥのような可憐な少女だったらしい。
クッチャ・ケッチャの侵攻の際、死亡。
ウゥハムタム
声 - 日本語：下山吉光、英語：John Swasey
ヤーやターと一緒にいる三人組の一人で、「ウー」と呼ばれている。大柄の男で無口。主に後方支援として戦うが、戦闘場面には登場しない。
クッチャ・ケッチャの侵攻の際、死亡。
ヤァプ
声 - 日本語：加藤将之、英語：Christopher Ayres
ウーやターと一緒にいる三人組の一人で、「ヤー」と呼ばれている。老人で、よく語尾に「〜ダニ」と付く。主に後方支援として戦うが、戦闘場面には登場しない。
クッチャ・ケッチャの侵攻の際、死亡。
タァナクン
声 - 日本語：雪野五月、英語：Christopher Ayres
ウーやヤーと一緒にいる三人組の一人で、「ター」と呼ばれている。緑の服の若い少年。耳はトゥスクル兵が耳部につけた布のようだが、タァナクンの場合はこれが耳である。主に後方支援として戦うが、戦闘場面には登場しない。
クッチャ・ケッチャの侵攻の際、死亡。
ハクオロ（故人）
エルルゥとアルルゥの父親。ゲーム開始時点で故人であり、作中では一切登場しない。ハクオロが当初記憶を失い名前がなく、ハクオロ（故人）から名前を取ったものとされるが、実際はハクオロ（故人）の母親であるトゥスクルがハクオロの本来の名前にちなんで生まれきた息子につけたものである（詳細はハクオロとトゥスクルの記述を参照）。
作者の菅によれば、至って普通の人間で、体型はハクオロに似ており、トゥスクルを補佐して村の発展に尽力してそれなりに名前の知られた人物とされる。

#### カムチャタール一味
コンシューマ版の追加シナリオに登場するキャラクター達。OVAで初登場した。タイムボカンシリーズの三悪がモチーフであることが制作サイドから公言されている。
カムチャタール
声 - 日本語：田口宏子
歓楽街にある居酒屋の女主人。実はインカラの娘で、ある理由から裏で盗賊稼業をしていた。ベナウィ、クロウとも元は主従関係にあり、カムチャタールが幼い頃の顔馴染み。特にクロウに対しては何か含むものがあるようである。（後に好意を寄せていることが判明したが、当のクロウは気が付いていない）その美しい容姿はエルルゥですら羨ましがるほど。父親には全く似ていないが、たまに本音が出たりすると父親と同じ「にゃも」と言うことがある。大人びた雰囲気と容姿から経営する店の同年代や年上の娘からも「お姉様」と呼ばれ慕われていることに苦悩しているが、まんざらではない様子も見せる。
クロウとは居酒屋での対面時に成長したカムチャタールだと全く気づかれず、「老けた」と指摘されたことが相当気に障ったらしく、戦後は自分に振り向かせるためと若返りの薬を調合するために奔走している（ノポンには「これ以上若くなったら幼児になってしまう」と呆れられていた）。
ゲームの戦闘フェイズでは鞭を得物として戦っている。
ノポン
声 - 日本語：下山吉光
ひょうきんな髭面と言葉遣いが特徴のオンカミヤリュ－族。一人称は「僕ちん」。地脈を利用した転移術など、本来なら僧正級の身分でないと使えないような高位の術を会得しているが、オンカミヤリューの戒律を嫌って出奔した破戒僧。また金を塩に変えたり、取れたてのモロロに命を吹き込んだり出来る。インカラ皇の時代にはベナウィ、クロウと同僚であった。主であるカムチャタールの幸せを誰よりも願っており、「お嬢様のためなら、たとえ火の中、水の中」の言葉通りに尽くしに尽くす忠臣。しかしそれが裏目に出てはきつくお仕置きされている。
ゴムタ
声 - 日本語：間島淳司
脳天が禿ているのが特徴で、人間の言葉を理解出来るほど高い知能を持つキママゥ。キママゥではあるが自分のことを人間と思っているらしく、キママゥ扱いされると怒る。好みのタイプであるらしく、ドリィとグラァに懸想した。OVAではエルルゥに薬の材料を持ってくるよう頼まれた際、アルルゥと仲良くなる描写があり、アルルゥも彼の知能の高さに驚いた。

### ケナシコウルペ
ヌワンギ
声 - 日本語：吉野裕行、英語：Greg Ayres
権力を笠に身勝手に振舞う、プライドだけ高い若者。藩主ササンテが下女に産ませた子供であり、インカラ皇の甥に当たる。
子供時代は母親の故郷であるヤマユラの集落で過ごしており、幼少の頃は病弱な母親に代わりトゥスクルによく面倒を見てもらっていたとのこと。幼馴染のエルルゥに好意を寄せていたが、後にササンテの嫡子が夭折したため、代わりに跡継ぎとして城へ戻される。エルルゥ達と暮らしていた頃は純朴で優しい少年だったが、欲と権力に塗れた父親の元で長い間過ごしたことで性格が歪みひねくれてしまったため、今では村人たちから嫌われてしまっている。
謀反の兆候ありとして父と共に軍を連れてヤマユラの集落へ来た際、部下が暴走による凶刃からアルルゥを庇ってトゥスクルが重症を負った際、普段は「ババア」と罵っていたトゥスクルを思わず「バアちゃん」と呼んだりと、心の奥底では彼女を慕っていた本心を露わにする。（「バアちゃん」とヌワンギがトゥスクルを呼んだことに、ヌワンギのトゥスクルへの隠された想いに、辛い状況でありながらもその場にいたエルルゥは気付く。このことが後にヌワンギが昔の自分を取り戻すきっかけとなる。）
その後はトゥスクルの落命を信じられずササンテの護衛についていたが敗北、父であるササンテ亡き後はインカラの下で侍大将となったが次第に暴走、罪のない集落を見せしめとして焼き払うという蛮行を続ける。そういった暴挙に各地の集落が結束して反旗を翻してしまい、最後はハクオロたちとの戦闘に敗れ捕えられる。
彼の最期の姿は媒体によって若干異なる。原作においては、敗北後に解放されエルルゥに諭されたことで改心、戦をやめるよう進言しに都へ行く途中で運悪く敗残兵の掃討に遭い生死不明となり、以後の消息を絶つ。アニメ版では解放された後、エルルゥの「さようなら」という重い一言を背中で受け止め、半ば放心状態のままおぼつかない足取りで霧の中へと消えていき、以後の消息を絶った。
アニメ版ではゲーム版では見られなかったオムツィケル（侍大将）の甲冑姿を見ることができ、専用のウォプタルは目つきが悪いなどの特徴がある。
ゲームの戦闘フェイズでは段平（だんびら）のような鉈を使用しており、コンシューマ版では数いる敵キャラクターの中で唯一ササンテとの「協撃」が用意されている。
アプリ版「ロストフラグ」にも登場しており、アクタ達の世界で過ごすうち、かつての純朴さを少しずつ取り戻している様子。
ササンテ
声 - 日本語：大川透、英語：John Swasey
エルルゥ達の村とその周辺を治める藩主で、ヌワンギの父。横暴な性格をしており、重税をかけて村人を苦しめる。喋る際、語尾に「にゃも」がつくのが特徴。鈍重そうな見かけによらず、武人としての実力は高くそれなりに強く、ゲーム版では斬りかかってきたオボロを難なく吹き飛ばしている。ハクオロたちの反乱に敗れ、ヌワンギを囮に自分だけ逃げようとしたところ、母親と一緒で役に立たないと言われ、逆上したヌワンギに殺されてしまう。アニメ版と漫画版では戦う描写がなく、ハクオロに鉄扇を喉に突き立てられあっさりと殺されてしまった。
ゲームの戦闘フェイズでは鉤爪のような得物を袖から出して戦っている。コンシューマ版ではヌワンギとの協撃が敵で唯一追加された。
インカラ
声 - 日本語：大川透、英語：Andrew Love
エルルゥ達の國のケナシコウルペの皇でササンテの兄、ヌワンギの伯父。やはり弟同様、語尾に「にゃも」がつく。ユーモラスな外見とは裏腹に、弟ササンテ以上に狡猾かつ残虐な性格で、民からの収穫を私事につぎこみ、「民あっての國ではなく、國あっての民、そして國はこのインカラ自身」とまで言い切る愚皇。自分の髪の毛（アフロ）には並々ならぬこだわりを持っている。皇都陥落の際、皇の最後の務めを拒否し、最後の最後まで贅沢と我侭を通そうとしたため、それを良しとしないベナウィに介錯される。しかしインカラ亡き後、トゥスクル國内では叛意を持つ残党が未だに活動を続けている。
チキナロ
声 - 日本語：太田哲治、英語：Andy McAvin
旅の商人。薬や武器や装飾品から他國の情報まで、人身売買以外のありとあらゆる物を売り買いしている。護身のためか仕込み武器を持っており、忠告と称して「自分が刺客なら命を頂戴していた」と発言したり、ユズハの病の治療のために必要なムイコーハ（紫琥珀）を欲していることを知っている（そもそも治療に使うものが紫琥珀だとわかっていた）など、あまりにも底が知れない人物。また、ハクオロについても「惹かれる」のだと、本質の一端を見抜いていた。人身売買は決して請け負わないが商人としてのプライドを貫くために、自分自身の命ならば平気で質に入れる。ケナシコウルペに服従しているわけではなく、ケナシコウルペの滅亡後はトゥスクルと取引を行なっており、ノセシェチカとも取引している場面がある。
作者の菅によれば、実はディー（ウィツァルネミテア分身）側の人間である設定があるが、それを説明するシナリオが入れられなかったことが心残りであったとされる。

### オンカミヤムカイ
ワーベ
声 - 日本語：大木民夫、英語：John Swasey
宗教國家オンカミヤムカイの皇で、教祖たるオルヤンクル（賢大僧正）でもある。ウルトリィ、カミュの父親で、性格は温厚かつ厳格。
トゥスクル建國の際、使節団を派遣しようとするが、カムナギ（巫）であったことに加え、思うところがあると言うウルトリィたっての願いにより、ウルトリィをトゥスクルに派遣させることを了承する。オンカミヤムカイにクンネカムンが進軍した際、シャクコポル族が種の運命に翻弄されていることを嘆きながらも、オンリィヤーク（大封印）にて対抗する。成功したと思われたが、突如ディーの手によりオンリィヤークは打ち破られてしまい、このような芸当が出来る者は他にはいないと、ディーがウィツァルネミテアであることに気づく。オンカミヤムカイ陥落後、生死不明とされたがサハラン島に幽閉されていることが判明し、これをハクオロ逹が救出。後に、逸早くウィツァルネミテアのことを感じ取り、ハクオロのことを見守り続けたウルトリィにオルヤンクル（賢大僧正）の地位を譲る。
お茶目な面もあり、救出された後に「思い残すことはない」と発言し息絶えてしまったかと思われたが、疲れて眠ってしまっただけで、ハクオロは「殴ってもいいかコレ」と呆れ半分、怒り半分の感情を覗かせていた。
ムント
声 - 日本語：白熊寛嗣、英語：Jay Hickman
オンカミヤムカイのヤンクル（僧正）にして皇女ウルトリィ、カミュのお目付役を務める老人。ウルトリィとカミュがヨモル（國師）としてトゥスクルに派遣された際、共にトゥスクルへやって来た。ウルトリィやカミュのことを心から心配しているが、気合いが空回りする事もあり、色々と気苦労が絶えない。DVD特典のショートエピソードでは、勉強を放りだして遊びに行ってしまったカミュを必死の形相で追い回し続ける、愉快なムントを見ることができる。僧としての位は、ウルトリィよりも高い。また、カミュ封じなど独自の術を開発している。ゲームとアニメの両方とも、戦闘には参加しない。

### クンネカムン
アムルリネウルカ・クーヤ
声 - 日本語：富坂晶 / 植田佳奈（ロストフラグ）、英語：Luci Christian
三大強國の1つであるクンネカムンの若き女皇で、数ある種族の中で最弱と言われ迫害され続けているシャクコポル族。ハクオロに興味を持ち接触してくる。言葉遣いは尊大だが、非常に愛らしい容姿をしている。その姿は、仮面を脱いだ際、思わずハクオロが見とれてしまうほど（ただ、それまでの二度の秘密裏の会談でハクオロがクーヤのことを男だと思い込んでいたことも大きく起因しているようである）。また、年若い皇であることも相まって、臣民や忠臣たちからは密かに軽く見られがちなため、人前では常に外套で素顔を隠している。
戦場では、白のアヴ・カムゥを駆って戦う。戦場にて初めて人を殺めたことで戦争の恐ろしさを自覚し、自分に与えられた力の大きさと自身の未熟と非力の落差や、自分の中の理想と現実との齟齬に苦悩する。そして、攻め滅ぼされ続ける自國の民逹の無念の声や臣下の強い要望から、ついに自分の意思で（ハウエンクアを筆頭とした扇動の影響はあるものの結果的に）シャクコポル族の権威の確立のため、全土統一に乗り出す。
クーヤが精神的に追い詰められ自暴自棄になったことを察したゲンジマルが謀反を起こしたことでアヴ・カムゥの弱点が露呈したことに加え、多数の同盟を従えたトゥスクルに敵うはずもなく、ハクオロとも刃を交えることになるが敗退。その後、突如戦闘に割り込んできたディー達に國土を焼かれ、敬愛する忠臣であるゲンジマルを目の前で失ったショックから、精神崩壊を起こし幼児退行してしまう。以後、トゥスクルにサクヤと共に預けられ、作中では、ついに精神が復帰することはなかった。それでもハクオロのことだけは記憶に残っていたようで、何度も名前を呼んでいた。ただ、記憶が戻っても相当苦しい思いをするだけなので、記憶が無い方が幸せだと思う意見もある。（サクヤは記憶喪失後のクーヤの世話をしているあたり、そのように思っているのかもしれない。）。なお作中では、部下に恵まれているハクオロとそうでないクーヤとが対照的になっており、悲劇性が目立つ要因となっている。
また、クーヤを演じた富坂晶は「演じるのがとても大変な役で、辛く、悪戦苦闘した。（暗に声優人生を試されているかのような気分だったとも）自分にとって絶対に忘れることができない役になると思う」と語っている。
彼女のその後は十数年後の世界でも最後まで語られないが、彼女が搭乗していた白のアヴ・カムゥは次々回作のある局面で登場する。
アプリ版「ロストフラグ」のイベントでは幼児退行したクーヤがアクタ達の世界へ迷い込み、ハクオロと出会う前のサクヤと再会し、トラウマの要因でもあるゲンジマルを目撃したことで戸惑いを見せた。とある事件がきっかけで本来の自分を取り戻し、戦闘ではアヴ・カムゥに指示を出して戦う。
サクヤ
声 - 日本語：水橋かおり、英語：Allison Sumrall
クーヤの世話係で、ゲンジマルの孫でありヒエンの妹。性格は大人しく、とても純粋で、ひたむき、そしておっちょこちょい。主であるクーヤに振り回されるが彼女のことをとても大切に思っており、クーヤにとっては親友ともいえる存在。クーヤ曰く、床上手（布団を敷くのがうまい）。クーヤにトゥスクルとの友好のためと、ハクオロの室にいつの間にか入れられそうになったが、事なきを得た。この世界では母親の遺伝子を強く受け継ぐため、ゲンジマルとは違いシャクコポル族。本来は腰まである長髪（原作では見せなかったが、アニメではその姿が描かれていた）だったが、ハクオロを呼びに禁裏に忍び込んだ際に衛兵に見つかり、逃げている最中に髪を斬られて短髪になってしまった。この際、ゲーム版だと、堀に落ちたせいでハクオロから「泥田坊」呼ばわりをされたり、アニメ版だと運動神経はないが天井に張り付いて移動するという離れ技を披露したりしている。ワーベ救出の際、ゲンジマルの人質として逃げ出さない証のため、自ら願い出てゲンジマルに足の腱を切られており（アニメ版では切られていない）、走ったり強く力を入れることが出来なくなっている。終盤以降、幼児退行してしまったクーヤの親代わり兼世話役として、共にトゥスクルで過ごす。
アプリ版「ロストフラグ」ではプレイアブルキャラとしてクーヤと共に参戦し、ハクオロを迎えに行く際、ロストフラグの世界に迷い込み、同じく未来から迷い込んだ幼児退行したクーヤと出会い、戸惑いを見せる。こちらでは髪を切られる前に迷い込んだ為、本来の長髪姿である。
ゲンジマル
声 - 日本語：飯塚昭三 / 谷昌樹（ロストフラグ）（英語：Charles Campbell
先代のクンネカムン皇の人質となっていた妹を敵国より救い出しクンネカムンに仕えているタゥロ（大老）でクーヤの腹心にして義理の叔父（救い出した姫を妻として娶った）。そのクンネカムンに対しては、まずは國を盤石にするべきとの思いを常に抱いている。エヴェンクルガ族の中でも稀代の英雄であり、生ける伝説とまで言われている。アヴ・カムゥを苦もなく倒し、カルラとの一騎討ちではカルラの大剣を剣技で叩き斬るほど。一族の名に恥じぬ忠義に厚い性格で、クンネカムンが全土統一に向けて動き出してしまった際には「真の忠義とは、君主の道を正すことにございます」とまで言い切り、謀反を起こしてまでクーヤのことを案じ続けた。
が、彼のその力は『武の極み』『英雄としての人生』を求めてウィツァルネミテア（ディー）と契約して彼の眷属となったことで手に入れたものであり、そのために前回のハクオロを裏切り、トゥスクら白の陣営を裏切りその敗北を招き、その不義を許さなかった弟子にして甥のディコトマを殺めた不忠と不義の徒。実態としては最もエヴェンクルガらしくない経歴の持ち主といえる。
そのためディーに仇なすことは許されていなかったが、クーヤ達の身を守るため、あるものを代償として、ディーが先代の皇と交わした契約の破棄を願う。友のその覚悟に心動かされたディーは、先代からクーヤに渡っていた契約の破棄を認めている。かつてカルラの父を、長年に渡る決闘の末に打ち倒している。
ゲームの戦闘フェイズでは、大太刀から繰り出される究極の剣技で相手を蹴散らす。
ハウエンクア
声 - 日本語：渡辺明乃、英語：Blake Shepard
右耳のピアスが特徴のクンネカムン右大将。人を人とも思わず、「戦いの火を撒き散らし、大勢の人間を殺したい」という己の欲望のために大義名分でクーヤを扇動しようとする、「手段」のためなら「目的」を選ばない残虐な人物。戦場では赤いアヴ・カムゥを駆り、無力の相手をも容赦なく皆殺しにする。クンネカムン滅亡の禍（わざわい）を作った男。手帳に瞋恚（しんい）を書き溜めており、その歪んだ一面を垣間見ることができる。ヒエンとは考え方の違いから（統一も支配も大差ないなど）口論になることが多い。
トゥスクル侵攻の際、アルルゥに瀕死の重傷を負わせたことでウィツァルネミテアの逆襲に遭い、敗走している。最期は、契約によってディーが与えた強大な仮面の力に精神と肉体が耐え切れなくなり心身ともに崩壊を起こし、それを哀れに思ったヒエンにより介錯され、そのまま奈落の底へと落ちていった。
アニメ版ではクンネカムン皇都にて、ディーの術により心を解き放たれ、完全な狂人と成り果てる。その際、変身したハクオロから原型を留めない程に殴られ続け、狂気的な笑い声をあげながら絶命した。シャクコポル族として生まれ、虐げられ続けてきた凄惨な過去により残虐な性格となったと推測でき、クンネカムンの負の一面を一手に担い、体現した人物と言える。
また、演じている渡辺明乃は、ドリィ、グラァとのダブル（トリプル）キャストで、正式な持ち役でないハウエンクアの出番のほうが多いことに葛藤していたとされる。
ヒエン
声 - 日本語：野島裕史、英語：Clint Bickham
鉢金が特徴のクンネカムン左大将。ゲンジマルの孫で、サクヤの兄。仁義に厚く、義を重んじる人格者であるゲンジマルの孫らしく、彼の影響を顕著に受けた武人。ゲンジマルが居ぬ間はクーヤの御側付きを務めようとするなど、責任感の強さも持ち合わせる。原作では全土統一を進言しつつ、クーヤが「國を盤石にする」と宣言した際はそれに忠実に従い、ハウエンクアと側近がクーヤを扇動し全土統一の令を発させようとした際は、それを阻止しようと動き、統一の令を発した後もクーヤに令を取り消すよう進言している。一方でアニメ版では原作版における全土統一派の側近達の言動や立ち位置が彼に置き換わっており、クーヤの全土統一の決意が鈍った際には苦言や不満な表情を度々見せているなど人物像が異なる描かれ方をしている。祖父であるゲンジマルを強く尊敬しているものの、エヴェンクルガでもある彼と違って自分が貧弱なシャクコポル族であり、到底自分では追いつけないほどの英雄であることに強烈なコンプレックスを抱いている。そのため、ハウエンクアとはまた違った理由で戦争による武功を、そして強さを望む。その強い願望からディーと契約し、仮面の力を得て、アヴ・カムゥをもってさえすればゲンジマルにも迫るほどの力を得る。ハウエンクアに対しては、全土を統一（支配）するという望みに関しては一致しているものの、扇動するやり方が気に食わないとした。戦場では青いアヴ・カムゥを駆り、厳格に、しかし慈悲無く敵兵をなぎ払う。
原作では、ディーと契約し力を得るに至るが、敗退。その後、約束を守るため、ハクオロ達を進ませるために、ムツミと戦い、またディーとの契約の反動もあって絶命する。アニメ版ではクンネカムン皇都で変身したハクオロと相対し果敢に挑むが、終始劣勢。その際「お前を殺す理由はない」と言われるも、声が届くことはなく、敗退し息絶える。双方とも最期はゲンジマルの血を受け継ぐ者として、誇り高い武人として散った。

### その他の諸國および勢力
ニウェ
声 - 日本語：秋元羊介、英語：Christopher Ayres
三大強國の1つであるシケリペチムの皇。武と知を兼ね備えた皇で元は狩猟部族の長だったが、各地に散らばった部族達を統括し一代で國を三大強國の1つと言われるようにまで成長させた。
非常に好戦的な性格で大変気性が荒く、戦うために生まれ、戦うために生きる武人なのだと自ら認めている。妖兵という「強いものと戦いたい」という欲求を満たすためだけの軍用ではない兵士（攻め滅ぼした國の有望な武将）を幾人も所有し、潜在能力を引き出しては争わせている。その一環として支配下に置いた國の姫に自分の子を産ませて争わせている。子に対する愛情は皆無で、名前ですら呼ばずに番号で呼びジュウニ以外の子はみな命を落としている。
ハクオロに「最高の獣」としての素質を見抜き、獲物と定め執拗にトゥスクルに攻め込む。しかしトゥスクルに軍勢の大半を送り込んでいる隙にハクオロを含む少数の精鋭に城を襲撃される（「狩りは獲物を追い込むのではなく、誘い込むものだ」という発言をしており、ハクオロと戦いたいがためにわざと軍勢の大半を送り込んだ可能性もある）。その際、自分の欲を満たすためだけに多くの命を弄び続けたニウェに対して、怒りを露わにしたハクオロがウィツァルネミテアへと覚醒し、倒された。どのように倒されたかの直接的な描写はないが、全身を裂かれて、若しくは体の内側から爆発のように四散して死んだと思われる。
その最期の時まで「最高の獣」を見出した自分の目に狂いはなかったと満足していた様子。笑い方が非常に特徴的。
ゲームの戦闘フェイズでは薙刀を得物として戦っており、初登場の際には大木を一刀両断するなどの芸当を見せた。
シケリペチム三人衆（エムロ、イナウシ、イコル）
声 - 日本語：白熊寛嗣、近藤孝行、加藤将之
アニメ版にのみ登場するシケリペチムの武将で、三人揃った時に真価を発揮するとされる。大柄なのがエムロ、中背で髪を編んでいるのがイナウシ、小柄で目つきが悪いのがイコルである。ベナウィ、クロウ達が対等に戦える相手として設定され、一度はクロウを追い詰めるも、決着がつくには至らなかった。シケリペチム侵攻の際、カルラに対して三位一体の攻撃を繰り出すも、圧倒的な力の前に、なす術もなく敗れてしまう。
オリカカン
声 - 日本語：小形満、英語：John Swasey
北方の騎馬民族國家・クッチャ・ケッチャの皇。ハクオロを裏切り者の義弟ラクシャインと呼び、同胞と妹の仇としてトゥスクルに攻め込んだ。しかしハクオロに対する憎悪は実はディーによって精神操作された偽りのものであり、トゥスクルへの進攻もハクオロを追い詰めるためにニウェとディーによって仕組まれたものに過ぎず、最期はハクオロがラクシャインでないことには気づくが、用済みとされ暗殺（毒殺）されてしまう。スタッフによれば「騙されちゃった悲劇の武将」。
「オリカカン皇もニウェとその手の者による不幸な被害者だった」という場面について、アニメ版では遺体を故郷の土へ還してやるようにトウカへ命じるシーンが追加されている。オリカカンの死後、國が滅びたわけではなく、別の人物が皇となって存続している模様。
ゲームの戦闘フェイズでは黒いウォプタルを駆り、棍棒の両端に棘のある鉄塊の付いた得物を使用している。
ラクシャイン
声 - 日本語：小山力也
オリカカンの義弟。オリカカンやトウカの台詞によれば、己の欲望のために自分の妻と子、クッチャ・ケッチャの多くの同胞を殺めたとされる男。精神操作されたオリカカンが、ハクオロのことをラクシャインだと思い込んでおり、それが原因でクッチャ・ケッチャとの戦争に繋がった。いずれも他キャラクターの台詞のみで、実際には作中での登場はなく「ハクオロと同時期に行方不明になった」となっている。アニメ版12話のアバンタイトル（オリカカンの回想）では仮面を着けている人物であることが描写されているが、上記の精神操作のため実在している人物なのかどうかも定かではなく、ミスリードの可能性も含めて、依然として謎の人物のままである。
『ロストフラグ』では本人が登場。顔に刺青を刻んだ青年という風貌をしている。
スオンカス
声 - 日本語：近藤孝行、英語：Josh Grelle
奴隷の売買を國益とするナ・トゥンクの皇。生きた人間を苗床にすることで綺麗な花を咲かせる「ラルマニオヌの花」を栽培するなど、倒錯した美的感覚をもつ残忍な性格。カルラに異様なまでの執着心を抱いており（彼にとってのラヤナ・ソムカミ（日天之神）であるらしい）、昔から手に入れたいと思い続けていた。その愛は本物であり、当のカルラもそのことだけは認めていた様子。実はカルラに男性としての機能を破壊されているが、本人はむしろそのことを「汚い雄の呪縛から解き放たれた」などと言って感謝しており、オカマ言葉で喋る。得物として投擲用のナイフを袖の下に隠し持っており、その腕前は確かなもの。最期は愛するカルラの腕の中で「今この時だけ、誰よりも愛してあげる」と言われながら息絶えた（当のカルラも「嫌いではなかった」と発言している）。アニメ版ではカルラが守りの兵を薙ぎ倒した隙に、デリホウライから痛恨の一撃を顔面に喰らい、そのまま絶命した。
ゲームの戦闘フェイズでは上述のナイフを操る上、柵（檻）を有効に利用して戦うなどの戦技を見せつける。
デリホウライ
声 - 日本語：加藤将之、英語：Nomed Kaerf
滅亡した超大國ラルマニオヌの皇子でナ・トゥンクの解放軍「カルラゥアツゥレイ」のリーダー。ギリヤギナ族。当初はその強さゆえに傲慢な性格で、自分の力に溺れていた。カルラに「弱い者の気持ちというものを教えてあげますわ」と自分よりも強い力を見せられたのをきっかけで丸くなり、彼女を生き別れになった姉と面影を重ねる。その幼い頃に生き別れた姉を今でも慕っているが、かなり美化して記憶しているようで、話を聞いたハクオロは「それは正反対だ」と心の中でツッコんでいる。新國「カルラゥアツゥレイ」建國後は皇となり、トゥスクルと同盟を結ぶ。戦後、ハクオロからカルラの様子を聞いて安心し、晴れやかな表情で自國へと帰っていった。
クンネカムン侵攻の際、トゥスクルの同盟國として参戦していたがために「浄化の炎」から逃れる様子が見られたが、無事であったかどうかは不明のままである。
ゲームの戦闘フェイズでは、やや大きいトンファーのような武器を駆使して戦う。
カトゥマウ
声 - 日本語：白熊寛嗣
幼い頃からデリホウライの面倒を見てきた忠臣の老人。デリホウライについては「大器を持つ漢であるが、未だその器は完成せず、むしろこのままではその器が歪んでしまう」と語っている。デリホウライに体術を教えたのも彼であるとされる。
カンホルダリ
声 - 日本語：最上嗣生、英語：John Swasey
三大強國の1つ、ノセシェチカの皇。屈強の肉体を持ち傲慢で自己中心的性格。明確な描写がないため種族は不明だが、シャクコポル族に対して偏見があり、憎悪にも近い嫌悪感を抱いている。戦の才はあっても、視野の狭い独裁者。ポナホイにクンネカムンへの侵攻を命じたが、その後、自身も返り討ちにあいディーによって生きた操り人形にされてしまう。アニメ版では、アヴ・カムゥになす術もなく蹂躙される自軍を目の当たりにした結果「俺様が負けるなどありえない」と特攻し、クーヤのアヴ・カムゥによってあっさりと一刀両断され死亡する。その後、死体をハウエンクアが回収し、ディーが仮面兵を作り出すための研究材料とされてしまった。
ゲームの戦闘フェイズでは、仮面兵と共にディーの傀儡として登場する。
ポナホイ
声 - 日本語：近藤孝行、英語：ジェーソン・ダグラス
ノセシェチカと同盟を結んでいる小國、エルムイの皇。本人が皇になりたかったわけではなく、カンホルダリが自らの支配欲を満たすために傀儡として祭りあげた元漁師で、カンホルダリの言いなりになっている。都合の良い下僕として扱われ、民からは弱腰の無能者とそしられている自分に苦悩している。カンホルダリの死後、「脅されて仕方なくクンネカムンに攻め入った」とトゥスクルに助けを求めたものの、結果は虚しく、後日クンネカムンによってエルムイは滅ぼされてしまう。その際ハウエンクアから「生き続けて苦しめ」等と言われているが、その後の消息は不明。アニメ版では、上記の元漁師などの細かい説明はなく、エルムイの皇として登場する。クンネカムンから反撃を受けた際には、ハウエンクアたちに土下座して「責めは私一人に。民に罪はありません」と慈悲を求めるも、聞き入れられなかった。

### ストーリー上の重要なキャラクター
ディー
声 - 日本語：池田秀一 / 森川智之（「分身」憑依前（ロストフラグ））、英語：Nomed Kaerf
凛とした涼やかな容貌の、オンカミヤリュー族の青年。終始無表情で、畏怖・重圧さえ感じるような気配をまとっている。さまざまな國に現れ、意図的に戦火を拡大せんとする。元はオンカミヤムカイの哲学士で、ウルトリィと師弟関係にあった。自分逹が崇拝している「神」に対しての好奇心が抑えられず、オンカミヤムカイの宗廟に侵入した結果、ウィツァルネミテアを発見。用もなく眠りを妨げたとして逆鱗に触れる。その際、知識を求めていることを見透かされたために、一方的な契約の代償として自分の肉体を差し出すこととなり、多量の知識（意識）が一度に流れ込んだ影響でディー本人の精神は崩壊してしまう。そのため、憑代とさせられる前の面影はもはや霞ほども残っていない。
その正体はハクオロと起源を共にするウィツァルネミテアの半身が顕現した姿であり、精神は「分身」である（「ディー本人」からすると「分身」に憑代〈よりしろ〉として肉体を奪われた状態）。オンカミヤリュー族であるため、憑代として「しっくりとくる良質な躰」であると発言している。さまざまな陰謀に関わりハクオロとは度々敵対した。闘争こそが進化の本道であるとし、戦乱を通じて自らの「子供達」をより高い存在へと導こうという超越的な「愛情」を見せる。闘争の過程で抑圧され、あるいは滅びていく種に対しては「必要な犠牲」と冷酷に切り捨てる姿勢であり、その手段や思想、またそれを「愛情」と呼ぶことそのものも含めて全く相反する思想を持つ自身の「空蝉」であるハクオロとは対立している。ストーリー終盤でハクオロ側から強引に意識の統合を行われ、「力のある者」へと回帰する。
ゲンジマルに対しては「友」と呼んでおり、契約を反故にしたために命を奪う結果となってしまったが、「お前まで先に逝くのか」と悔やむ様子も見せていた。
ウィツァルネミテアは「無限の孤独から解放されることが願い」だと発言しており、種を昇華させる行為は最終的にこの目的を果たすためである。化石として存在していた時から、この行動原理は引き継がれているようであるが、オンヴィタイカヤン（旧人類）もこの産物であったかは劇中で明言されていないため不明。空蝉と分身が出会ってしまった際に争う衝動が抑えられないのは、自分と同じ次元の存在に飢えていたウィツァルネミテアにとって、もう一人の自分が目の前にいることは歓喜の極み（または憎悪）であり、その存在を確かめたいがために争ってしまうとされている。
ゲームの戦闘フェイズでは刀を得物としており、強力な光の法術も使用する。
ロストフラグでは「分身」に乗っ取られる以前の姿が描かれている。
ムツミ
声 - 日本語：釘宮理恵
ディーの側に控える、黒翼・血眼の女性。現行の法術・術者の水準を遥かに超越した力を操り、法術とは明らかに別物である不可思議な現象までをも行使する。ディーのことを「お父様」と呼び、ハクオロに対しても何らかの含みのある態度を見せる。
その正体は、遠い過去（創成期）にハクオロの遺伝子から複製された彼の子供たち「実験体」の内、最もハクオロに近い性質を持った一体。強大な力を発現させてしまったため、研究者たちによって肉体を分解・破棄処分されたロストナンバー「製造番号欠番No63」。「No63」の語呂合わせで「ムツ (6) ミ (3)」と付けられた。その名前の意味するところは「睦」。アニメ版では肉体が存続している描写が存在するが、原作では脳髄のみの存在となって「父親」であるアイスマン（ハクオロ）にコンタクトを試みた。ディーとハクオロを同一視し「お父様」と呼ぶ。彼女の行動はすべて父の望み（我を滅せよ、出来ぬならば封ぜよ）を叶え、「父を安らかに眠らせる」という理由に起因する。名前が「ムツミ」に決定する前に「ムーミン」やら「ムツゾウ」などという名前を付けられかけ、そのたびにサイキックウェーブをアイスマンに叩き付けて激しい異議申し立てを行う場面が見られた。オンカミヤリュー族の生物学的始祖である。また、カミュはムツミの中に存在するいくつもの人格のうちのひとつであり、ストーリー終盤でディーの呼びかけに答えてムツミへと変貌する。オンカミヤムカイ最深部でカミュの意識に立ち戻るが、ムツミとはある程度意識を共有している状態である。数々の能力の他に、太古の人類が衛星軌道上に創った衛星レーザー兵器「アマテラス」と直接リンクすることができ、衛星軌道上から超出力レーザー「浄化の炎」で標的を跡形もなく破壊することができる。クンネカムン皇都を破壊し尽した他、過去にウイツァルネミテアを滅するためにも使用されたが、それには至らず封印という形となった。
アニメ版では、前述のアイスマンとの関係の描写が省かれてしまったため、ハクオロのことを「もう一人のお父様」と呼ぶ理由については謎のままの部分がある。またカミュの親友のアルルゥの呼びかけに動揺する場面が追加されていた。
ゲームの戦闘フェイズでは強力な闇の法術に加え、分身しながらの連続攻撃など、始祖の名に恥じない力を見せる。
ミコト
声 - 日本語：柚木涼香
時折、ハクオロの脳裏に涼やかな鈴の音と共にフラッシュバックする幻影に出てくる女性。
その正体は、ムツミと同じくハクオロの複製体の内の一体「製造番号No3510」。ミコトの名付け親もまたアイスマン（ハクオロ）であり、「No3510」にちなんで「3（ミ）5（コ）10（ト）」と付けられた。その名前の意味するところは、「命」。また、「No3510」という製造番号もミコトにとっては、「博士がつけてくれた名前」なのであると語っている。ムツミのような特殊能力は見られなかったため、彼女は大勢居る実験用モルモットの内の一体として扱われていた。アイスマンと共に研究施設を脱走し、彼との間に子をもうけるが、後にアイスマンを追ってきた研究者達に捕獲され、「人との間に子を成した貴重なサンプル」として解体・惨殺される。エルルゥが髪飾りにしている輪っかのような物は、古代の研究施設のリング型のマスターキーであり、アイスマンとの接触でミコトに微かな父性的愛情を持ち、彼らの逃亡を幇助した研究者ミズシマがミコトに与えたものである。マスターキーはミコトの「父」からの贈り物としてアイスマンとミコトの間に産まれた子供に贈られ、その後は直系の子孫の長女に引き継がれていった。トゥスクルの代では彼女の姉が死んでしまったためにトゥスクルが受け継ぎ、その直系の長女であるエルルゥに授けられた。また、研究過程では発覚しなかった様だが、ミコトは「動物の声を聞く」という特殊な感応能力を持っており、彼女の子孫には希にその能力が発現する。そうした存在は、動物達と心を通わせるその様から「ヤーナ・マゥナ（森の母）」と呼ばれている。
アイスマン
声 - 日本語：小山力也
隠蔽されていたウィツァルネミテアの化石を発見したために、射殺されそうになった考古学者。朦朧とする意識の中、自身の返り血によって目覚めた「化石」の声を聴き、「眠らせてくれ」と頼んだ結果、化石と同化（契約の代償）し、氷の中で長い眠りにつくこととなった。後にミズシマをはじめとする研究者達に発見され、研究材料のためとして蘇生させられる。ミコトを解体したことに加え、肉体を強化する作用のある仮面のレプリカが完成したことを研究者の口から聴いた結果、怒りからウィツァルネミテアの力に目覚め、研究者達を次々と赤いゲル状の謎の物体へと変貌させる（強い肉体が欲しいという願いを歪めて叶えた）。その際、ウィツァルネミテアの凄まじい力に愉悦を感じる心と、こんな残酷なことはしたくないという心がせめぎあい、ムツミの手によって封印されるも、長い年月が経ち封印が弱まるにつれてその心は二つに分かれ、戻ることなく、やがてそれぞれが自我を持つようになった。
ミズシマ
声 - 日本語：加藤将之
生命の創造の研究を進めていた科学者の一人で、主にアイスマンの仮面についての秘密を探っていた。オンヴィタイカヤン（旧人類）。地下での生活を続けている間に、地上の環境に耐えられない肉体となってしまった。そのため新たな生命を創造するという研究を続けていたが、気の遠くなるような時間の中で研究を続けていくうちに、罪の意識が麻痺していき何も感じなくなることを恐れていた、良識ある人物で、「神の真似をし、生命の臓器を弄ぶことなど人の身には余りにも大それていること」だと考えている。実験体であるミコトに対しては、「研究者である自分が名前をつけることはできない」としてアイスマンに名前をつけてあげるように頼んでおり、後に逃亡を幇助した際には「ミコト」という名前に満足していた様子を見せた。
ゲームの中ではミズシマの他にもマツオなどの日本の名字を持つ研究者が登場している。

### ダウンロードコンテンツキャラクター
PS4、PS Vita版のダウンロードコンテンツで追加される『偽りの仮面』『二人の白皇』のキャラクター。本編には一切関わらない。
ハク
声 - 日本語：藤原啓治
オシュトル（ハク）
声 - 日本語：藤原啓治
シーズンパスを購入したユーザーのみダウンロード可能。
クオン
声 - 日本語：種田梨沙
ウコン
声 - 日本語：利根健太朗
ネコネ
声 - 日本語：水瀬いのり
ルルティエ
声 - 日本語：加隈亜衣
キウル
声 - 日本語：村瀬歩
アトゥイ
声 - 日本語：原由実
ノスリ
声 - 日本語：山本希望
オウギ
声 - 日本語：櫻井孝宏
ウルゥル＆サラァナ
声 - 日本語：佐倉綾音
ヤクトワルト
声 - 日本語：江口拓也
アンジュ
声 - 日本語：赤﨑千夏
ムネチカ
声 - 日本語：早見沙織
フミルィル
声 - 日本語：儀武ゆう子
ミカヅチ
声 - 日本語：内田夕夜

## 世界の謎（地理、歴史）

### 地理
本作品の世界は「古代」でいう日本列島が主舞台であり、他の大陸も存在するが未登場である（存在はしているが混沌としている）しかし、「古代」とは違い地軸が異なり、陸の形もわずかに違う。作中の地図では「古代」の千葉が最南端になっており、東北側が東、近畿側が西である。また、クンネカムンの首都は「古代」の石川県金沢市と一致する。
「現代」では、大陸の中央にシケリペチムがあり、その東方にケナシコウルペ（後のトゥスクル）、北西にはクンネカムン、南西にはオンカミヤムカイがある。ケナシコウルペの東にクッチャ・ケッチャがあり、南にナ・トゥンクがある。クンネカムンの西にはエルムイやヌンバニ、ハップラプをはさみ、ノセシェチカがある。大陸中央北側の沖合にはサハラン島がある。この島はクンネカムンの領土であり、硫黄の匂いが漂う劣悪な環境。また、生体兵器の失敗作が廃棄されている場所でもある。

### 本編開始以前
全くの異世界で進行する物語であるように見える本作品だが、実際には未来世界の日本が舞台となっている。そして、作品世界の起源は終盤で明かされている。スタッフによれば本作品に登場する時代設定は、3つに大別される。過去から順に史実との接点である「古代」、後述するアイスマンが発見され亜人間達が生まれた「創成期」、そして「現代」（本編）である。「古代」及び「創成期」についての概要と、最後の「現代」に至るまでの過程を記述する。本作品に於ける時代設定では、現実世界の「現在」が「古代」に相当する。
古代
「古代」において、ある考古学者は立ち入り禁止区画に踏み入り、謎の巨大生物らしき化石を見つけるが、それの存在を隠蔽しようとする者の手によって拳銃で撃たれ瀕死の重傷を負う。その際飛び散った血液の一部が化石にかかり、その化石の意識を呼び覚ましてしまう。願いを叶えるという謎の化石の声に対して死に際した考古学者は静かに眠らせてくれるよう頼むと、その願いは考古学者自らの身体を差し出すことで叶えられ、両者は一体となって永い眠りに就く。
創成期
次に挙げる「創成期」では、環境の激変によって地上に人が住めなくなり、人類は地下に潜って生き存えていた。この時代では膨大な時間と技術を費やし地球を再生することに成功したが、完全に管理された揺りかごのような施設内で過ごすこととなったあまりに永い時間が、自然環境に適応する耐性を人類（以後旧人類）から奪ってしまっていた。
そんな中「古代」の氷河の中から仮死状態のまま凍結された人間が発見され、さらにその男が被っている仮面らしきものは彼がいた時代（「古代」）より更に数百万年以上も昔のものだということが分かる。「創成期」に生きる旧人類が失ってしまった耐性や適応力を持つ「古代」の人類唯一の生き残りである彼を旧人類達はアイスマンと名付け、彼の遺伝子を元にした実験体－動物の耳と尻尾らしき器官をもった生物（亜人間）を作り出し、自分達を地上に適応させるための実験（恐らくは、動物の持つ生命力や環境適応力を人間にも付与するための遺伝子合成実験とその性能試験）を行う。しかし計画半ばで1人の研究者が情にうたれ、自分達の恐ろしい所業に苦悩した末にアイスマンと実験体たちを地上へと逃亡させる。
地上に逃れた彼らは子を授かり平和に穏やかに暮らしていたが、特に重要なサンプルであるアイスマンを手放したままでは居られなかった旧人類達によって研究所へ強制的に連れ戻され、アイスマンの妻となっていた実験体ミコトは解剖されてしまう。これに激怒したアイスマンは突如巨大な異形へと変貌、我を忘れて暴走し衝動の赴くままにその力を振るい出す。死を恐れ、強靭な肉体を求めて愚行を繰り返す旧人類達を、怨嗟と皮肉を込めて未来永劫死ぬことの出来ない、とても生物とは思えないような赤い異形の粘液体へと変異させ、また緊急異常事態に他施設からの断絶や攻撃を恐れる声を聞き、彼ら以外の施設の全てを一瞬にして破壊した。アイスマンは深い愉悦を感じつつも同時に制御不能になった自分の破壊衝動を止めることを望むようになる。その想いを受けた特別な実験体であるムツミが「死」という形で願いを叶えようとし、施設をハッキングして人工衛星からのレーザー攻撃を敢行するも彼を殺しきることは出来ず、仕方なく「眠り」という形で封印することで、彼のその望みはようやく叶えられた。
その後、相反する感情を抱えたままの彼は封印の内で何度となく目覚めと眠りを繰り返し、いつしかその意識は「分身（ぶんしん）」と「空蝉（うつせみ）」のふたつにはっきりと分裂してしまう。
かくして旧人類は滅亡し永い時が過ぎ行くに従い、研究所に捕らわれていた実験体（亜人間）達は旧人類たちの束縛から解放されて野に広がり文明を築いていった。機能のほとんどを失った研究所の施設はムツミを始祖とする宗教國家「オンカミヤムカイ」によって「聖地」として封印され、一部の者を除いてほぼ全ての亜人間達は自分達の起源を忘れ去った。
以下、この「大陸」に多くの亜人間達が暮らす時代を「現代」として本作品のストーリーは進行することになる。

## スタッフ&主題歌
Leaf東京開発室による作品。
音楽はLeaf大阪開発室が担当。

### PC版
- ディレクター：鷲見努
- プロデューサー：下川直哉
- 企画・シナリオ：菅宗光
- キャラクターデザイン・原画：甘露樹
- 音楽：松岡純也、米村高広、石川真也
- プログラム：岩代猫、横尾健壱、大川雅人
- OPアニメーション制作：A.I.C.

挿入歌：「運命 -SADAME-」
作詞：牛島弥美 / 作曲・編曲：豆田将 / 歌：元田恵美
エンディング：「永久に」
作詞：須谷尚子 / 作曲：松岡純也 / 編曲：松岡純也、豆田将 / 歌：元田恵美

### PS2版
- ディレクター：鷲見努
- プロデューサー：下川直哉
- シナリオ：菅宗光
- 原画：甘露樹
- 共同開発：フライト・プラン

オープニング：「君だけの旅路」
作詞：須谷尚子 / 作曲・編曲：衣笠道雄 / 歌：Suara
挿入歌：「運命 -SADAME-」
作詞：牛島弥美 / 作曲：豆田将 / 歌：柚木涼香
エンディング：「キミガタメ」
作詞：須谷尚子 / 作曲：下川直哉 / 編曲：衣笠道雄 / 歌：Suara

## テレビアニメ
2006年4月よりUHFアニメおよびCS放送として、各局から逐次放送された。2009年5月よりBS11でも放送された。全26話。

### スタッフ (TV)
- 原作 - AQUAPLUS[22]
- 監督 - 小林智樹[22]
- シリーズ監修 - 菅宗光
- シリーズ構成 - 上江洲誠[22]
- キャラクター原案 - 甘露樹
- キャラクターデザイン・総作画監督 - 中田正彦
- プロップデザイン - 深沢幸司
- 美術監督 - 加藤賢司[22]
- 色彩設計 - 大関たつ枝
- 撮影監督 - 水谷貴哉
- 編集 - 坂本久美子
- 音響監督 - 明田川進[22]
- 音響プロデューサー - 西名武
- 音楽 - 仲村美悠、安瀬聖
- 音楽制作 - ランティス
- エグゼクティブプロデューサー - 市橋耕治、大島満、伊藤善之、奥野敏聡
- プロデューサー - 望月雄太郎、畑中利雄、植田泰生、小池克実
- プロデュース協力 - 永谷敬之
- アニメーションプロデューサー - 岩佐がく
- アニメーション制作 - OLM TEAM IWASA[22]
- 製作 - うたわれるもの製作委員会

### 主題歌 (TV)
「夢想歌」
Suaraによるオープニングテーマ。作詞は須谷尚子、作曲は衣笠道雄、編曲は豆田将。
「まどろみの輪廻」
河井英里によるエンディングテーマ。作詞は畑亜貴、作曲・編曲は伊藤真澄。
「キミガタメ」
Suaraによる第26話エンディングテーマ。作詞は須谷尚子、作曲は下川直哉、編曲は衣笠道雄。

### 各話リスト
| 話数 | サブタイトル   | 脚本                | 絵コンテ     | 演出              | 作画監督            |
| ---- | -------------- | ------------------- | ------------ | ----------------- | ------------------- |
| 1    | 招かれざるもの | 上江洲誠            | 小林智樹     | 渡辺正彦          | 中田正彦            |
| 2    | 荒ぶる森の王   | 上江洲誠            | 矢野博之     | 深沢幸司          | 松本卓也            |
| 3    | 紫琥珀         | 上江洲誠            | 難波日登志   | 樫山聡之          | 山口保則            |
| 4    | 戻れぬ道       | 上江洲誠            | 矢野博之     | 鎌倉由実          | 小山知洋            |
| 5    | 森の娘         | 上江洲誠            | サトウシンジ | 田中基樹          | 田中基樹            |
| 6    | 集う力         | 福嶋幸典            | サトウシンジ | 宮原秀二          | 徳田夢之介          |
| 7    | 皇都侵攻       | 福嶋幸典            | 矢野博之     | 渡辺正彦          | 吉野真一            |
| 8    | 調停者         | 名田ユタカ          | 樫山聡之     | 深沢幸司          | 中田正彦            |
| 9    | 禁忌           | 名田ユタカ          | 難波日登志   | 青柳宏宜          | 小山知洋            |
| 10   | 傭兵           | 福嶋幸典            | サトウシンジ | 中村和久          | 中村和久            |
| 11   | 永遠の約束     | 名田ユタカ          | 矢野博之     | 渡辺正彦          | 吉野真一            |
| 12   | 動揺           | 上江洲誠            | 矢野博之     | 宮原秀二          | 徳田夢之介          |
| 13   | 血塗られた戦い | 上江洲誠            | サトウシンジ | 青柳宏宜          | 小山知洋            |
| 14   | 戦禍           | 鈴木雅詞            | 矢野博之     | 細田直人 渡辺正彦 | 細田直人 近有希     |
| 15   | 宴の終わり     | 鈴木雅詞            | 小林智樹     | 深沢幸司          | 東海林康和          |
| 16   | 戦いの果て     | 鈴木雅詞            | サトウシンジ | 宮原秀二          | 徳田夢之介          |
| 17   | 幼き皇         | 上江洲誠            | 奥田誠治     | 中村和久          | 中田正彦            |
| 18   | 解放軍         | 名田ユタカ          | 小林智樹     | 渡辺正彦          | 吉本拓二 吉野真一   |
| 19   | 決別           | 名田ユタカ          | 奥田誠治     | 青柳宏宜          | 小山知洋            |
| 20   | 初陣           | 福嶋幸典            | サトウシンジ | 宮原秀二          | KIM YU-CHEON        |
| 21   | 大封印         | 福嶋幸典            | サトウシンジ | 井硲清高          | 徳田夢之介          |
| 22   | 忌まわしき契約 | 鈴木雅詞            | 奥田誠治     | 木村寛            | 吉本拓二 池島麻智   |
| 23   | 心の在り処     | 上江洲誠 名田ユタカ | 奥田誠治     | 渡辺正彦          | 徳田夢之介          |
| 24   | 滅びゆくもの   | 上江洲誠            | 志村錠児     | 志村錠児          | 小山知洋            |
| 25   | 太古の夢跡     | 上江洲誠            | 深沢幸司     | 中村和久          | 東海林康和          |
| 26   | うたわれるもの | 上江洲誠            | 小林智樹     | 小林智樹          | 中田正彦 徳田夢之介 |

### 放送局
| 放送地域   | 放送局     | 放送期間                 | 放送日時                     | 放送区分       | 備考             |
| ---------- | ---------- | ------------------------ | ---------------------------- | -------------- | ---------------- |
| 千葉県     | チバテレビ | 2006年4月4日 - 9月26日   | 火曜 2:40 - 3:10（月曜深夜） | 独立UHF局      |                  |
| 近畿広域圏 | 朝日放送   | 2006年4月4日 - 10月3日   | 火曜 2:56 - 3:26（月曜深夜） | テレビ朝日系列 |                  |
| 愛知県     | テレビ愛知 | 2006年4月6日 - 9月28日   | 木曜 3:58 - 4:28（水曜深夜） | テレビ東京系列 |                  |
| 埼玉県     | テレ玉     | 2006年4月9日 - 10月1日   | 日曜 2:00 - 2:30（土曜深夜） | 独立UHF局      |                  |
| 神奈川県   | tvk        | 2006年4月10日 - 10月2日  | 月曜 2:15 - 2:45（日曜深夜） | 独立UHF局      |                  |
| 日本全域   | AT-X       | 2006年6月28日 - 12月20日 | 水曜 9:00 - 9:30             | CS放送         | リピート放送あり |
| 東京都     | TOKYO MX   | 2006年7月7日 - 12月29日  | 金曜 18:30 - 19:00           | 独立UHF局      |                  |

### ショートエピソード
DVD-BOX各巻に1話収録の映像特典短編アニメ。全4話。テレビアニメ本編には収録されなかった、原作ゲームでのコミカルなエピソードを映像化した内容になっている。
サブタイトル
- 第1話 〜絆〜
- 第2話 〜目撃〜
- 第3話 〜こわされるもの〜
- 第4話 〜禍日神 ヌグィソムカミ〜

## OVA うたわれるもの
OVAシリーズ全3巻。テレビアニメ版で放送されなかったエピソードが描かれ、第1巻はウルトリィと赤ん坊フミルィル（声 - 竹達彩奈）を巡るエピソード、第2巻はコンシューマ版追加キャラのカムチャタール一味のエピソード、第3巻はトウカとアルルゥが山中で迷ったエピソード。
テレビアニメ版の主だったスタッフは『ティアーズ・トゥ・ティアラ 花冠の大地』を担当することが決定していたため、PS2版のオープニングアニメーション担当スタッフにシフトした。そのため、先述のイベント内で公開された設定資料によるとテレビアニメ版とはキャラクターデザインが変わっている。野田康行と森山雄治はふたりエッチ（川上とも子版）で制作コンビを組んでいる。
第3巻の発売日は当初2010年4月23日とされたが、後に2010年6月23日発売に延期された。

### スタッフ (OVA)
- 原作 - AQUAPLUS
- 企画 - 下川直哉
- 監督 - 桂憲一郎
- シナリオ監修 - 菅宗光
- オリジナルキャラクターデザイン - 甘露樹
- アニメーションキャラクターデザイン - 桂憲一郎
- 美術監督 - 西俊樹
- 色彩設計 - 橋本賢
- 撮影監督 - 山越康司
- 音響監督 - 濱野高年
- 編集 - 小島俊彦
- アニメーションプロデューサー - 長谷川聡
- エグゼクティブプロデューサー - 及川武、川村明廣、井上俊次
- プロデューサー - 望月雄太郎
- アニメーション制作 - カオスプロジェクト、AQUAPLUS
- 製作 - OVA うたわれるもの製作委員会

### 主題歌 (OVA)
「adamant faith」
Suaraによるオープニングテーマ。作詞は須谷尚子、作曲・編曲は松岡純也。
「夢のつづき」
上原れなによるエンディングテーマ。作詞は須谷尚子、作曲・編曲は衣笠道雄。
「運命 -SADAME-」
柚木涼香による第1巻挿入歌。作詞は牛島弥美、作曲・編曲は豆田将。
「僕だけの旅路」
小山剛志による第2巻挿入歌。作詞は小山、作曲・編曲は衣笠道雄。

### 各巻リスト
| 話数   | サブタイトル | 脚本     | 絵コンテ | 演出               | 作画監督           | 発売日         |
| ------ | ------------ | -------- | -------- | ------------------ | ------------------ | -------------- |
| 巻ノ一 | 望楼の子守唄 | 鴻野貴光 | 桂憲一郎 | 桂憲一郎           | 桂憲一郎、野田康行 | 2009年 6月24日 |
| 巻ノ二 | 秘恋の処方箋 | 鴻野貴光 | 森山雄治 | 森山雄治、村田尚樹 | 森山雄治、井上哲   | 12月23日       |
| 巻ノ三 | 深山の鍔鳴   | 鴻野貴光 | 桂憲一郎 | 桂憲一郎           | 宮前真一           | 2010年 6月23日 |

## 関連作品
『うたわれるものらじお』関連の作品に関してはうたわれるものらじおを参照。

### DVD
すべて販売元がバップ、発売元はIMAGICAイメージワークス。片面2層、映像は16:9で音声はドルビーデジタル。DVD-BOX版はそれぞれ本編のDVD2枚と特典映像のDVD1枚の構成である。
- うたわれるもの DVD 第一巻（品番：VPBY-15345、2006年8月23日発売）
- うたわれるもの DVD 第二巻（品番：VPBY-15346、2006年9月27日発売）
- うたわれるもの DVD 第三巻（品番：VPBY-15347、2006年10月25日発売）
- うたわれるもの DVD 第四巻（品番：VPBY-15348、2006年11月22日発売）
- うたわれるもの DVD 第五巻（品番：VPBY-15349、2006年12月21日発売）
- うたわれるもの DVD 第六巻（品番：VPBY-15350、2007年1月24日発売）
- うたわれるもの DVD 第七巻（品番：VPBY-15351、2007年2月21日発売）
- うたわれるもの DVD 第八巻（品番：VPBY-15352、2007年3月21日発売）
- うたわれるもの DVD-BOX 章之一（品番：VPBY-15323、2006年8月23日発売）
- うたわれるもの DVD-BOX 章之二（品番：VPBY-15324、2006年10月25日発売）
- うたわれるもの DVD-BOX 章之三（品番：VPBY-15325、2006年12月21日発売）
- うたわれるもの DVD-BOX 章之四（品番：VPBY-15326、2007年2月21日発売）

### Blu-ray Disc
2008年1月23日にBlu-ray Disc BOXが発売された。これはUHFアニメ作品としては史上初である。型番VPXY-15931、販売元バップ、発売元IMAGICAイメージワークス。
DVD版との相違点
片面2層BD4枚組の限定生産である。DVD-BOX1本分が1枚のディスクにまとめられている形である。特典映像を含め、DVD-BOXに収録された全ての映像や特典が含まれる。ディスク毎のジャケットはDVD版とは異なるが、初回版のみDVD版のものと同様の絵が書かれたカードが封入される。DVD版に封入されたブックレットが再構成されたオールカラーブックレットも封入される。
映像は、本編と一部の特典映像は16:9・1080i（フルHD）で記録され、HDオリジナルマスターが使用される。ただし一部の特典映像については480iで、16:9スクイーズヴィスタのものと4:3のものが存在する。
本編の音声には英語吹き替え版や英語字幕も別音声で収録されており、切り替えることができる。DVD版ではドルビーデジタルであったが、BD版の日本語版は2chリニアPCMである。ただし英語版は5.1chドルビーデジタルでの記録である。

### 漫画

#### うたわれるもの
うたわれるものの漫画化第一号。ストーリーを追ってゆくのではなく、後日談や外伝的エピソードを盛り込んだ内容となっている。『電撃G's magazine』（メディアワークス、現アスキー・メディアワークス刊）2005年11月号より2007年1月号まで連載、単行本全2巻。
- 原作 - AQUAPLUS / 著者 - 島草あろう
- 電撃コミックス（発行 - メディアワークス / 発売 - 角川書店）
  1. 2006年7月27日初版、ISBN 4-8402-3534-1
  2. 2007年1月27日初版、ISBN 978-4-8402-3746-8

#### うたわれるもの 散りゆく者への子守唄
うたわれるものの漫画化第二号。前作とは違い、ストーリーを順に追ってゆく構成となっている。『電撃「マ）王』（メディアワークス→アスキー・メディアワークス刊）2007年12月号から2010年10月号まで連載。全26話。単行本全3巻。
- 原作 - AQUAPLUS / 著者 - 水口鷹志
- 刊行レーベル - 電撃コミックス（発行 - アスキー・メディアワークス / 発売 - 角川書店）

既刊一覧
1. 2009年1月27日初版、ISBN 978-4-04-867552-9
2. 2009年6月26日初版、ISBN 978-4-04-868063-9
3. 2010年11月27日初版、ISBN 978-4-04-868981-6

#### うたわれるもの 散りゆく者への子守唄 集
うたわれるものの漫画化第三号。毎回主人公を代えた、各キャラの日常の内容。『電撃G'sコミック』（KADOKAWA刊）2018年5月号 - 2018年11月号まで連載。全6話+特別編。単行本全1巻。
- 原作 - AQUAPLUS / 著者 - 東皓司
- 刊行レーベル - 電撃コミックスNEXT（発売 - KADOKAWA）

既刊一覧
- 2018年9月25日初版、ISBN 978-4-04-912067-7

#### コミックアンソロジー
まずPC版発売後にスタジオDNA（現・一迅社）、宙出版、ラポートより発売された。後にPS2版の発売とほぼ同時に一迅社より『うたわれるもの コミックアンソロジー 特別編』の題で発売、さらにPS2版の発売後には同じく一迅社より『うたわれるもの 散りゆく者への子守唄 コミックアンソロジー』として発売されている。
結城心一による表紙ではエルルゥがフォークを持っているのが定番になっている（「散りゆく者」Vol.6の表紙では持っていなかった）。
- スタジオDNA・一迅社
  - うたわれるもの コミックアンソロジー 全2巻（定価：各848円 税別）
    1. 2002年8月初版、ISBN 4-7580-0065-4
    2. 2003年3月初版、ISBN 4-7580-0092-1

    - 特別編 2006年11月25日初版、ISBN 4-7580-0354-8

  - うたわれるもの 散りゆく者への子守唄 コミックアンソロジー（定価：各848円 税別、刊行中）
    1. 2007年1月25日初版、ISBN 978-4-7580-0364-3
    2. 2007年3月25日初版、ISBN 978-4-7580-0374-2
    3. 2007年5月25日初版、ISBN 978-4-7580-0385-8
    4. 2007年7月25日初版、ISBN 978-4-7580-0397-1
    5. 2007年9月25日初版、ISBN 978-4-7580-0408-4

    - 2007年10月25日初版、ISBN 978-4-7580-0411-4
- 宙出版
  - ツインハートコミックス うたわれるもの アンソロジーコミックス 全5巻（定価：各848円 税別）
    1. 2002年8月22日初版、ISBN 4-87287-710-1
    2. 2002年11月21日初版、ISBN 4-87287-752-7
    3. 2003年1月24日初版、ISBN 4-87287-787-X
    4. 2003年3月22日初版、ISBN 4-7767-1014-5

    - 2004年5月17日初版、ISBN 4-7767-1286-5
- ラポート
  - ゲームコミック うたわれるもの 全2巻（定価：各848円 税別）
    1. 2002年8月22日初版、ISBN 4-89799-453-5
    2. 2002年10月9日初版、ISBN 4-89799-460-8

### インターネットラジオ
- うたわれるものらじお（音泉）
- Webラジオ エルルゥの小部屋 IN うたわれるもの（音泉）
- 継うたわれるものらじお（ぷれ）（音泉）

### デスクトップアクセサリー
うたわれるもの デスクトップキャラクターズ （発売日：2007年3月23日）
Windows 2000/XP対応。パソコンで使用する壁紙・スクリーンセーバー・システムボイス・デスクトップマスコットなどを収録したアクセサリー集。初回限定版には、特典として「うたわれるものじお出張版」と真・うたわれるもののテーマのアコースティック版（マキシシングル版とは異なる）が記録されたCDが付く。

### CD

#### ドラマCD
発売元 - ランティス / 販売元 - キングレコード
- TVアニメ「うたわれるもの」オリジナルドラマ〜トゥスクルの皇后〜（発売日：2006年7月26日）
- TVアニメ「うたわれるもの」オリジナルドラマ〜トゥスクルの内乱〜（発売日：2006年12月6日）
- TVアニメ「うたわれるもの」オリジナルドラマ〜トゥスクルの財宝〜（発売日：2007年2月21日）
- TVアニメ「うたわれるもの」オリジナルドラマCD番外編 魁!!うたわれ学園（発売日：2007年5月23日）

#### ゲーム関連
全て発売元はフィックスレコード、販売元はキングレコード。
うたわれるもの オリジナルサウンドトラック (KICA-1266)
PC版のサウンドトラック。
永久に (KICM-4009)
PC版のEDテーマ『永久に』、挿入歌『運命-SADAME-』を収録したマキシシングル。
AQUAPLUS VOCAL COLLECTION VOL.2
PC版うたわれるものとまじかる☆アンティーク、DC版こみっくパーティー、誰彼のボーカル曲を収録したアルバム。うたわれるものからは『運命-SADAME-』、『永久に』を収録。
Leaf製作のインディーズCD『Leaf VOCAL COLLECTION VOL.2』の一般向け再発版。
夢路
Suaraの2ndアルバム。PS2版OPテーマ『君だけの旅路』、EDテーマ『キミガタメ』、アニメ版OPテーマ『夢想歌』と、PC版EDテーマ『永久に』のカバーを収録。
うたわれるもの 散りゆく者への子守唄 オリジナルサウンドトラック (KICA-1418)
PS2版のサウンドトラック。
Pure -AQUAPLUS LEGEND OF ACOUSTICS-
本作と『To Heart』『WHITE ALBUM』『Tears To Tiara』『ToHeart2』『鎖 -クサリ-』の歌やBGMの、Elements Gardenのメンバーによるアコースティックアレンジアルバム。

#### アニメ関連
夢想歌 (LACM-4259)
発売元 - ランティス / 販売元 - キングレコード
OPテーマ『夢想歌』を収録したマキシシングル。C/Wは『星想夜曲』。
まどろみの輪廻 (LACM-4266)
発売元 - ランティス / 販売元 - キングレコード
EDテーマ『まどろみの輪廻』を収録したマキシシングル。C/Wは『千の海を越えて』。
うたわれるもの 音楽集 (LACA-9068/69)
発売元 - ランティス / 販売元 - キングレコード
サウンドトラック。
AQUAPLUS VOCAL COLLECTION VOL.5
発売元 - フィックスレコード / 販売元 - キングレコード
本作のTVアニメと『Tears to Tiara』『鎖 -クサリ-』『TVアニメ版ToHeart2』『こみっくパーティーPORTABLE』のボーカル曲を収録したアルバム。TVアニメOPテーマ『夢想歌』、EDテーマ『まどろみの輪廻』、『夢想歌』アナザーアレンジバージョンを収録。
 ※「うたわれるものらじお」関連のCDはうたわれるものらじお#関連グッズを参照。

### カードゲーム
シルバーブリッツのカードゲーム、Lyceeに参戦している。

## その他
対戦型格闘ゲーム『AQUAPAZZA』にプレイヤーキャラクターとして「ハクオロ」と「トウカ」と「カルラ」と「オボロ」が（オボロは業務用初期では背景に登場していたが、後にプレイヤーキャラクターに昇格）、パートナーキャラクターとして「ウルトリィ」と「カミュ」が登場。他にもハクオロのサポートキャラクターとして「エルルゥ」と「アルルゥ」、オボロのサポートキャラクターとして「ドリィ」と「グラァ」が登場している。ステージBGMとして、原作で使用された「うたわれるもの」（ヤマユラの里）と「采配をふるう者」（トゥスクル城）のアレンジ版が使用されているほか、背景に「ベナウィ」と「クロウ」と「ユズハ」と「ムント」が登場。（オボロでストーリーモードをクリアした際、ユズハのみ音声付きの台詞有り）